# Expedición de Morea
La Expedición de Morée es el nombre dado a la intervención terrestre del ejército francés en el Peloponeso entre 1828 y 1833, durante la Guerra de Independencia Griega, para liberar la región de las fuerzas de ocupación turco-egipcias. También está acompañado por una expedición científica encargada por el Instituto de Francia.
Después del asedio de Mesolongi en 1826, Europa Occidental decidió intervenir a favor de los insurgentes de Grecia. Su principal objetivo era conseguir que Ibrahim bajá, aliado  egipcio del Imperio Otomano, evacuara las zonas ocupadas y el Peloponeso. La intervención comenzó con el envío de una flota de  franco- ruso- británica que ganó la Batalla de Navarino en octubre de 1827, destruyendo toda la flota turco-egipcia. En agosto de 1828, una fuerza expedicionaria francesa de 15 000 hombres liderada por el General Nicolas Joseph Maison desembarcó en el suroeste del Peloponeso. Durante el mes de octubre, los soldados tomaron el control de los principales bastiones de las tropas turcas. Aunque la mayoría de las tropas regresaron a Francia después de 8 meses, a principios de 1829, la presencia francesa continuó hasta 1833. Sin embargo, el ejército francés sufrió gran cantidad de bajas, alrededor de 1500, debido principalmente a la fiebre y la disentería.
Al igual que en la  campaña egipcia de Napoleón I, donde una comisión de ciencias y artes había acompañado a la expedición militar, una comisión científica puesta bajo la supervisión de tres academias del del Instituto de Francia fue adscrita a las tropas militares. Bajo la dirección del naturalista y geógrafo Jean-Baptiste Bory de Saint-Vincent, diecinueve eruditos de diversas especialidades, historia natural, arqueología y arquitectura-escultura, hicieron el viaje en marzo de 1829 y permanecieron en el lugar durante nueve meses para la mayoría de ellos. Su labor resultó esencial para el desarrollo continuo del  Nuevo Estado Griego y, en términos más generales, marcó un hito importante en la historia de la arqueología, la cartografía y las ciencias naturales, así como en el estudio de Grecia.

## Contexto

### Contexto militar y diplomático

Una mujer al frente con traje nacional griego, en medio de las ruinas y cadáveres por Eugène Delacroix, La Grèce sur les ruines de Missolonghi (1826). Este cuadro jugó un papel importante en la campaña de opinión en Occidente, que determinó una intervención.

En 1821, los griegos se rebelaron contra la ocupación otomana. Habían obtenido muchas victorias y proclamaron su independencia el 1 de enero de 1822. Las victorias griegas habían sido efímeras, en parte porque los insurgentes se habían dividido rápidamente entre facciones rivales en dos guerras civiles. El sultán Mahmud II había pedido ayuda a su vasallo egipcio Mehmet Ali quien, en 1824, envió a su hijo Ibrahim Pasha a Grecia con una flota de 8000 y luego de 25 000 hombres. La intervención de Ibrahim fue decisiva: el Peloponeso fue reconquistado en 1825; el asedio de Mesolongi había triunfado en 1826; Atenas había sido tomada en 1827. Sólo Nauplia, Hydra, Spetses y Egina permanecieron con Grecia.
El juego de las potencias europeas era entonces ambiguo, al igual que el de sus representantes en el Levante u Oriente Medio. La sublevación griega, considerada como liberal y nacional, no convenía a la Austria de  Metternich, el principal arquitecto de la política de la Santa Alianza. Sin embargo, en Rusia, otro gendarme reaccionario de Europa, estaba a favor de la insurrección griega por solidaridad religiosa Ortodoxa e intereses geoestratégicos tales como el control de los estrechos de los Dardanelos y del Bósforo). La Francia de Carlos X, otro miembro activo de la Santa Alianza, que acababa de intervenir en España contra los liberales, tenía una posición ambigua: los griegos, ciertamente liberales, eran ante todo cristianos y su levantamiento contra los otomanos Musulmanes podía parecer una nueva cruzada. El Gran Bretaña, un país liberal, estaba principalmente interesado en la situación de la región en la  ruta marítima a las Indias, y Londres quería ser capaz de ejercer alguna forma de control sobre ella. Finalmente, para toda Europa, Grecia había sido la cuna de la civilización y el arte desde la  antigüedad.
Una fuerte corriente de opinión filantrópica y filohelenística desarrollada en Occidente, especialmente después de la heroica caída en 1826 de Missolonghi, donde el poeta Lord Byron había muerto en 1824, muchos artistas e intelectuales como François-René de Chateaubriand, Víctor Hugo, Aleksandr Pushkin, Gioachino Rossini, Hector Berlioz o Eugène Delacroix (en sus cuadros de las Escenas de las masacres de Scio en 1824, y de Grecia sobre las ruinas de Missolonghi en 1826), amplió la corriente de simpatía por la causa griega en la opinión pública. Se decidió entonces intervenir a favor de Grecia. Por el Tratado de Londres del 6 de julio de 1827, Francia, Rusia y el Reino Unido reconocieron la autonomía de Grecia, que seguiría siendo un vasallo del Imperio Otomano. Las tres potencias acordaron una intervención limitada para convencer a la Sublime Puerta de aceptar los términos del tratado. Se sugirió y adoptó una expedición de demostración naval. Una flota conjunta ruso-francesa-británica fue enviada para ejercer presión diplomática sobre Constantinopla. La Batalla de Navarino, librada el 20 de octubre de 1827, resultó en la destrucción total de la flota turco-egipcia.

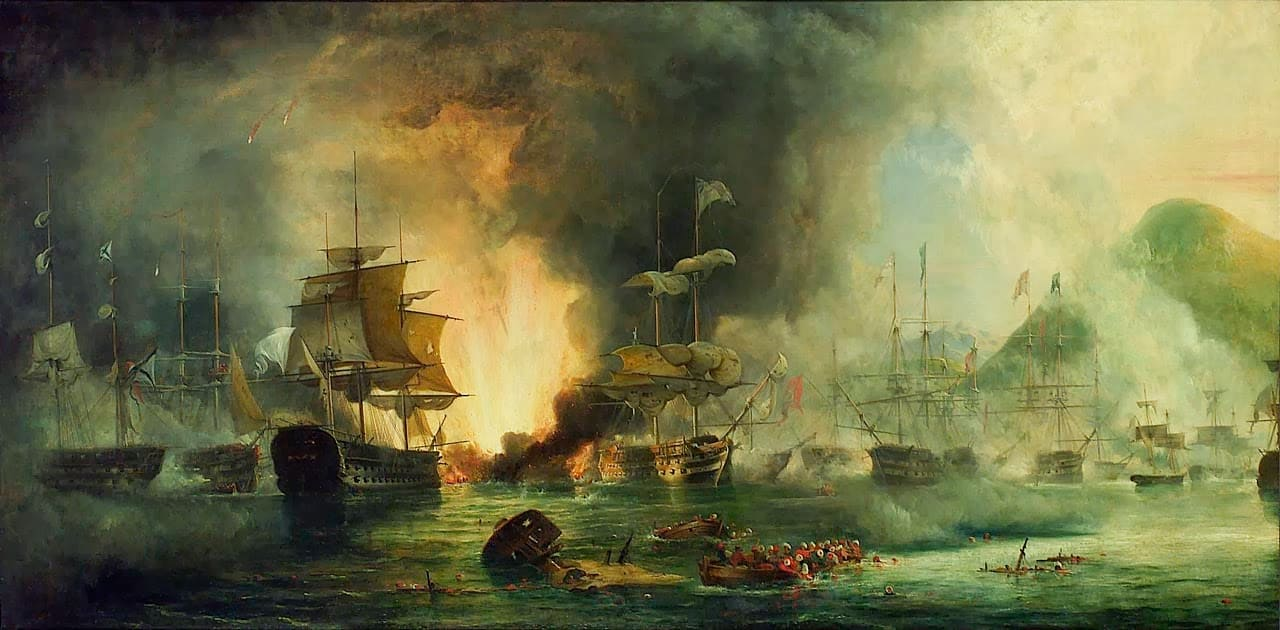
Tabla de batalla naval Batalla de Navarino, 20 de octubre de 1827, en la que las fuerzas navales aliadas (Gran Bretaña, Francia y Rusia) derrotaron decisivamente a las flotas otomana y egipcia.

En 1828, Ibrahim Pasha se encontraba, pues, en una situación difícil: acababa de sufrir una derrota en Navarino; la flota conjunta ejercía un bloqueo que le impedía recibir refuerzos y suministros; sus tropas  albanesas que ya no podía pagar habían regresado a su país bajo la protección de las tropas griegas de Theodoros Kolokotronis. El 6 de agosto de 1828, se había concluido un acuerdo en Alejandría entre el virrey de Egipto, Mehmet Ali y el almirante británico Edward Codrington: Ibrahim Pasha tenía que evacuar sus tropas egipcias y dejar el Peloponeso a las pocas tropas turcas, estimadas 1200, que aún permanecían allí. Sin embargo, Ibrahim Pasha, negándose a cumplir sus compromisos, siguió controlando varias regiones griegas: Messinia, Pylos, Navara, Patras y algunos otros bastiones. Incluso ordenó la destrucción sistemática de la Tripolitania otomana..
Además, el gobierno francés de  Carlos X empezaba a tener dudas sobre su política griega. El propio Ibrahim Pasha señaló esta ambigüedad cuando se reunió con el General Maison en septiembre: «¿Por qué Francia, después de haber hecho esclavos en España en 1823, viene ahora a Grecia para hacer hombres libres?». Finalmente, una agitación liberal, a favor de Grecia e inspirada por lo que ocurría entonces en Grecia, comenzaba a desarrollarse en Francia. Por lo tanto, el gobierno ultrarrealista decidió acelerar las cosas. Se propuso una expedición por tierra a Gran Bretaña, que se negó a intervenir directamente. Sin embargo, Rusia había declarado la guerra al Imperio Otomano; la guerra ruso-turca (1828-1829) y sus victorias militares preocupaban a Londres, que no quería ver al Imperio Zarista descender demasiado al sur. Gran Bretaña no se opuso por lo tanto a que Francia interviniera sola.

### Contexto intelectual
La filosofía del Siglo de las Luces desarrolló el interés de Europa Occidental en Grecia, de hecho en una antigua Grecia idealizada. Las nociones, tan importantes para la Ilustración, de la Naturaleza y la Razón fueron consideradas como los valores primordiales de la clásica Atenas. Las antiguas democracias griegas, y especialmente Atenas, se convirtieron en modelos a imitar. De ellos se extrajeron las respuestas a los problemas políticos y filosóficos de la época. Obras como el Voyage du Jeune Anacharsis del abad Jean-Jacques Barthélemy, publicado en 1788, sirvió para fijar definitivamente la imagen que Europa tenía del mar Egeo.
Las teorías y el sistema de interpretación del arte antiguo de Johann Joachim Winckelmann decidieron el gusto europeo durante décadas. Su mayor obra, Histoire de l'art antique, fue publicada en 1763, y traducida al francés en 1766. Fue, en este trabajo, el primero en periodizar el arte antiguo, clasificando las obras cronológicamente y estilísticamente.
Las opiniones de Winckelmann sobre el arte abarcaban toda la civilización, ya que establecía un paralelo entre su nivel general de desarrollo y la evolución del arte, que leía como la vida de una civilización se leía en ese momento, en términos de progreso, apogeo y luego decadencia. Para él, el arte griego había sido el pináculo del arte y había culminado con Fidias. Winckelmann consideraba que las más bellas obras del arte griego habían sido producidas en circunstancias geográficas, políticas y religiosas ideales. Este punto de vista dominó la vida intelectual en Europa durante mucho tiempo. Clasificó el arte griego en Antiguo (período arcaico), Sublime (Fidias), Bello (Praxiteles) y Decadente (período romano).

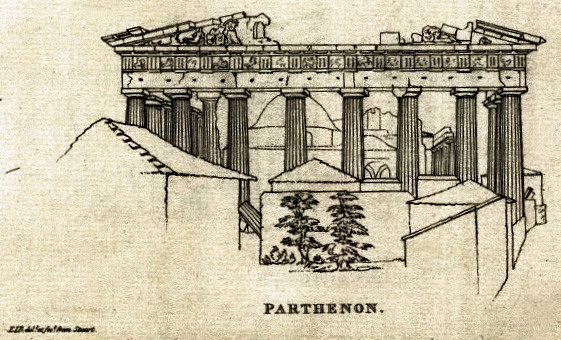
Dibujo en blanco y negro sobre fondo amarillo de un antiguo edificio en ruinas. El Partenón, en la época de Lord Elgin

Las teorías de Winckelmann sobre la evolución del arte que culminó en el arte griego, en su período sublime, concebido en un período de completa libertad política y religiosa, participaron en la idealización de la Antigua Grecia y aumentaron el deseo de viajar a suelo griego. Se creía fácilmente con él entonces que el buen gusto nació bajo el cielo de Grecia. Pudo convencer a la Europa del siglo XVIII de que la vida en la Antigua Grecia era pura, simple y moral, y que la Hellas clásica era la fuente de la que los artistas debían partir para extraer los ideales de «noble simplicidad y silenciosa grandeza». Grecia se convirtió en la "patria de las artes" y en la "educadora del gusto".
El gobierno francés había puesto el trabajo de la expedición de Morée en la línea de los de James Stuart (arqueólogo) y Nicholas Revett, que debían completar. Las expediciones de carácter semicientífico patrocinadas y financiadas por la Sociedad Dilettanti siguieron siendo la referencia. Fueron los primeros movimientos para el redescubrimiento de la antigua Grecia. El primero, de Stuart y Revett en Atenas y las islas, tuvo lugar en 1751-1753. La de Revett, Richard Chandler y William Pars en Asia Menor tuvo lugar entre 1764 y 1766.
Finalmente, los "Mármoles de Elgin" de Thomas Bruce (7.º Conde de Elgin) y Lord Elgin en el Partenón a principios del  siglo XIX también habían sido codiciados. Parecía que era posible construir enormes colecciones de arte antiguo en Europa Occidental.

## La Expedición Militar
Gran parte de la información relativa a esta expedición procede del testimonio directo de Louis-Eugène Cavaignac segundo capitán en el 2.º regimiento de ingenieros y futuro Primer Ministro francés en 1848, d'Alexandre Duheaume, capitán en el 58.º regimiento de infantería de línea, de Jacques Mangeart, cofundador de una imprenta y del periódico franco-griego Le Courrier d'Orient en Patras en 1829 y del doctor Gaspard Roux, médico jefe de la expedición, que estaban todos en el lugar, formando parte de la expedición militar.

### Preparación

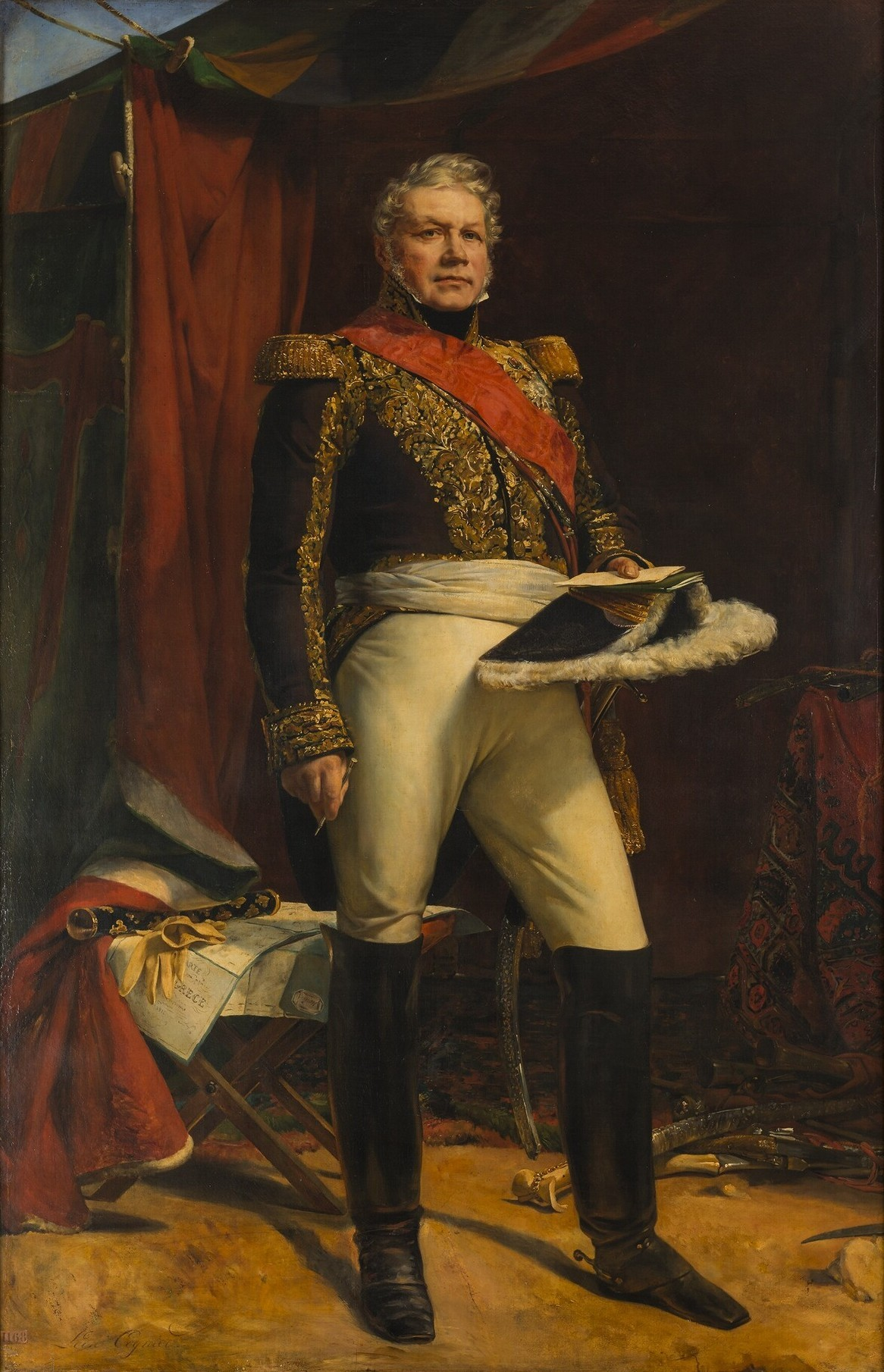
Mariscal Nicolas Joseph Maison, comandante en jefe de la fuerza expedicionaria (al fondo, bajo su estado mayor, se puede observar el “mapa Morée de 1832” levantado por la expedición)

La Cámara de Diputados autorizó un préstamo de 80 millones de «francos oro» para que el gobierno pudiera cumplir con sus compromisos. Se forma una fuerza expedicionaria de 14 000 a 15 000 hombres (pertenecientes principalmente a los departamentos del sur de Francia) comandada por el teniente general Nicolas Joseph Maison. Estaba compuesto por tres brigadas mandadas por los mariscales de campo Tiburce Sebastiani, hermano del mariscal Horace Sebastiani, 1.ª  brigada, Philippe Higonet 2.ª  brigada, y Virgil Schneider 3.ª brigada. El jefe de Estado Mayor era el General Antoine Simon Durrieu.
La fuerza expedicionaria comprende nueve regimientos de infantería de línea
- 1.ª  brigada (3666 hombres, Tiburce Sebastiani): 8.º  regimiento (1323), 27.º  regimiento (1144) y 35.º  regimiento (1199).

- 2.ª  brigada (3 935 hombres, Philippe Higonet): 16.º  regimiento (1.322), 46.º  regimiento (1.310) y 58.º  regimiento (1303).

- 3.ª  brigada (3.896 hombres, Virgile Schneider): 29.º  regimiento (1310), 42.º  regimiento (1305), y 54.º  regimiento (1281).

Parten también el 3.º Regimiento de cazadores a caballo (1.ª Brigada, 286 hombres, comandados por el Coronel Paul-Eugène de Faudoas-Barbazan), cuatro compañías de artillería del 3.º y 8.º Regimientos de Artillería (484 hombres, 12 piezas de asedio, 8 piezas de campo y 12 piezas de montaña) y dos compañías de ingenieros (800 zapadores y mineros).
Se organiza una flota de transporte protegida por naves de guerra, formando unas 60 naves en total. Esto implicó el transporte de equipo, comida, municiones y 1300 caballos para la expedición, así como armas, municiones y dinero para el gobierno griego de Ioannis Kapodistrias. Francia quería apoyar los primeros pasos de la Grecia libre ayudándola a construir su ejército. El objetivo es también mantener la influencia en la región.
Después de una breve y enérgica proclamación del General en Jefe Nicolas Joseph Maison fue leída a las compañías reunidas la víspera del embarque, la primera brigada salió de Toulon el 17 de agosto, la segunda el 19 de agosto en un primer convoy. El segundo convoy, que incluía la tercera brigada, no salió hasta el 2 de septiembre del 22. El General Maison estaba con la primera brigada a bordo del transatlántico Ville de Marseille. El primer convoy estaba formado por barcos mercantes y, además del Ville de Marseille, las fragatas l'Amphitrite, la Bellone y la Cybèle. El segundo convoy fue escoltado por el transatlántico Duquesne y las fragatas Iphigénie y Armide.

### Operaciones en el Peloponeso

#### Desembarco

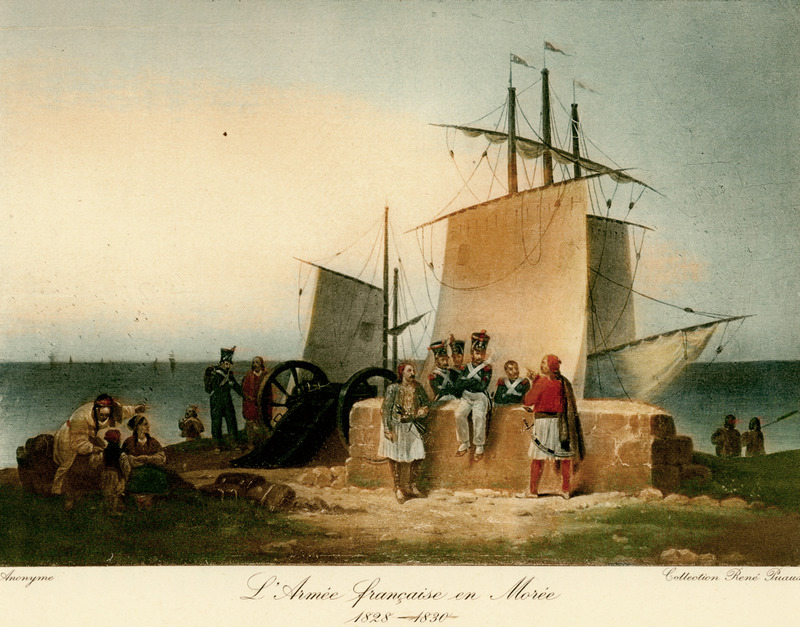
Cuadro: Soldados y población local frente a un barco. El ejército francés en Morée (1828-1830)

Después de una travesía sin problemas, el primer convoy que llevaba las dos primeras brigadas llegó el 28 de agosto al mediodía a la bahía de Pylos Navarin, donde estaba anclado el escuadrón conjunto franco-ruso-británico. El ejército egipcio está concentrado entre Navarin y Modon. (actuales ciudades de Pylos y Methóni). Por lo tanto, el aterrizaje es arriesgado. Después de dos horas de conversaciones entre el general Maison y el almirante Henri de Rigny, que había venido a reunirse con él a bordo del buque francés Conquérant (1812), la flota decidió navegar hacia el Golfo de Messinia, cuya entrada sur estaba protegida por una fortaleza de los otomanos en Coron (Grecia). (actual ciudad de Koróni). La fuerza expedicionaria llegó a la parte noroeste del golfo y comenzó su desembarco sin encontrar ninguna oposición ya en la tarde del 29 de agosto y lo completó el 30-31 de agosto. Montaron su campamento a diez minutos al norte de la ciudad de Pétalidi y de las ruinas de la antigua Coronée, a orillas de los ríos Djané (para el Estado Mayor), Karakasili-Karya y Velika'. Esta ubicación estratégica les permitió entonces bloquear el posible paso de las tropas de Ibrahim desde el norte al resto del Peloponeso, confinándolas así al extremo sur de la península. Una proclamación del gobernador Kapodistrias había informado a la población griega de la inminente llegada de una expedición francesa. La población local se habría apresurado a reunirse con las tropas tan pronto como hubieran puesto el pie en Grecia y les habrían ofrecido comida La brigada comandada por Tiburce Sébastiani parte el 8 de septiembre hacia Koróni Coron, en cuyas alturas acampa... El segundo convoy, que sufrió una tormenta en la noche del 16 de septiembre y perdió tres edificios (incluyendo el bergantín "Aimable Sophie" que llevaba 22 caballos del 3 regimiento de cazadores a caballo), hizo su desembarco el 22 de septiembre en Pétalidi. El 26, llegó por mar a la segunda brigada en el campamento de Djalova en Navarin, donde ya se encuentra después de haber trasladado su campamento de Petalidi por tierra el 15 de septiembre. Los franceses descubren con horror un país que acaba de ser devastado por las tropas de Ibrahim: pueblos completamente arrasados, cultivos agrícolas quemados y una población que aún vive bajo el yugo del terror, hambrienta y recluida en cuevas. Edgar Quinet y Amaury-Duval (de la expedición científica) escriben seis meses después·:

Tomé la calzada veneciana de Modon, a través de las capas de cenizas y carbones de los olivos cuyo valle estuvo una vez a la sombra. Algunas cuevas se abrieron tristemente en el camino. En el lugar de las aldeas, quioscos y torres que colgaban a media ladera, todo lo que se puede ver ahora son largos muros quemados, y las chozas de las tropas del pachá en forma de botes de arcilla, amarradas al pie de las montañas. Una vez fui a los restos de una iglesia bizantina, donde creí ver mármoles derrumbados; pero resultó que el porche y el circuito estaban llenos de esqueletos blancos.

Edgar Quinet

Al día siguiente de llegar, bajamos a tierra, donde me esperaba el espectáculo más horrible que había visto en mi vida. En medio de unas pocas cabañas de madera construidas en la orilla fuera de la ciudad (Navarin), de las que sólo quedaban ruinas, había hombres, mujeres y niños, que no tenían nada de humanos en sus rasgos : Algunos sin nariz, otros sin orejas, todos más o menos cubiertos de cicatrices; pero lo que nos conmovió en el último momento fue un niño de cuatro o cinco años al que su hermano llevaba de la mano; me acerqué: le sacaron los ojos. Los turcos y los egipcios no habían perdonado a nadie en esta guerra.

Amaury-Duval

#### Salida del ejército egipcio

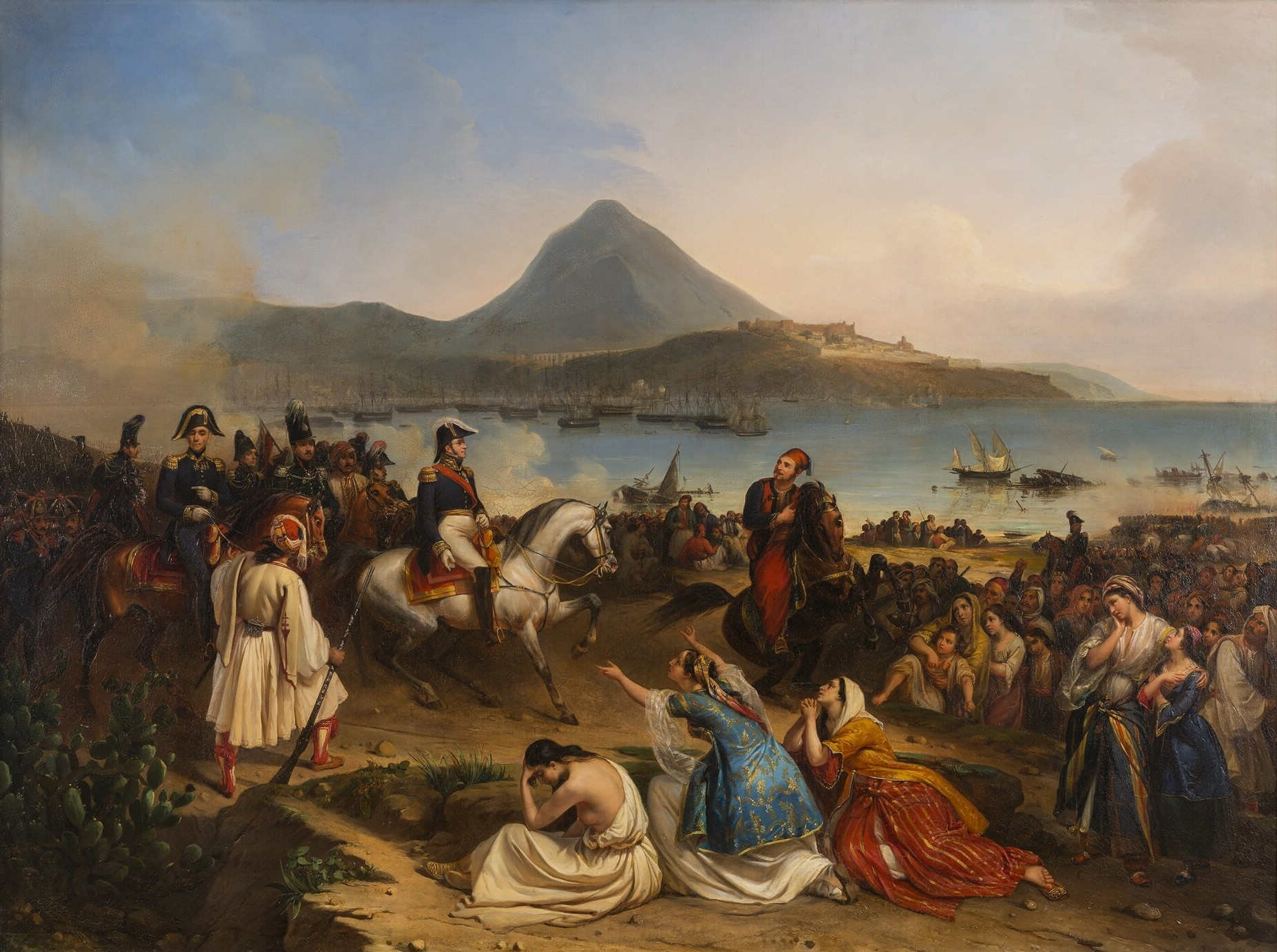
El encuentro del General Maison e Ibrahim Pasha el 1.º de octubre de 1828 en las costas de la bahía de Navarin. Cuadro, encuentro de dos hombres, uno sobre un caballo blanco a la izquierda, el otro a pie a la derecha, en medio de una multitud suplicante.

Según la Convención de Alejandría del 6 de agosto de 1828, concluida entre el Virrey de Egipto Mehmet Ali y el Almirante británico Edward Codrington, Ibrahim Pasha tuvo que evacuar sus tropas del Peloponeso. Sin embargo, estos últimos utilizaron varios pretextos para retrasar la evacuación: problemas de alimentación y transporte o dificultades imprevistas para entregar las fortalezas. Los oficiales franceses tuvieron dificultades para contener el ardor combativo de sus soldados que, por ejemplo, se entusiasmaron con la noticia (negación) de una inminente marcha en Atenas. Esta impaciencia de las tropas fue quizás decisiva para convencer al comandante egipcio de que respetara sus compromisos. Además, los soldados franceses comenzaron a sufrir las lluvias de otoño que empaparon su campamento de tiendas de campaña, favoreciendo fiebres palúdicas y disentería. El Capitán Eugène Cavaignac escribió, el 24 de septiembre, que unos treinta hombres de los 400 de su compañía de ingenieros ya estaban afectados por fiebres. El General Maison deseaba poder establecer a sus hombres en los cuarteles de las fortalezas
El 7 de septiembre, después de una larga conferencia a bordo del barco "Conquistador", en presencia del General Maison y los tres almirantes aliados, Ibrahim Pasha finalmente accedió a la evacuación de sus tropas, a partir del 9 de septiembre. El acuerdo con el general Maison establece que los egipcios se irán con armas, equipaje y caballos, pero sin prisioneros ni esclavos griegos. Como la flota egipcia no podía evacuar todo el ejército de una sola vez, se autorizó el abastecimiento de las tropas que quedaban en tierra (acababan de sufrir un largo bloqueo). Una primera división egipcia de 5500 hombres en 27 barcos, zarpó el 16 de septiembre, escoltada por tres barcos de la flota conjunta (dos barcos británicos y la fragata francesa la Sirène. El día anterior, el 15 de septiembre, las tropas francesas trasladaron su campamento desde Pétalidi y cruzaron la península de Messinia hacia el oeste para acercarse a Pylos. Instalaron su nuevo campamento al final de la rada en la llanura pantanosa de Djalova, a dos leguas al norte de la ciudad. El 1 de octubre, el general Maison realizó una revisión de todas las tropas francesas en la orilla, en presencia de Ibrahim, que había llegado sin escolta, y del general griego Nikítas Stamatelópoulos (Nikitarás). El impresor francés Jacques Mangeart, presente en la revista, da una descripción detallada de las tropas francesas recién llegadas a Morée, a cierta distancia de Navarin, y casi a la orilla del mar:

Ya el general Maison, rodeado del más brillante personal, cabalgaba por las filas de nuestras falanges, a las que la muerte y la enfermedad aún no habían llegado [...] El príncipe egipcio acababa de llegar al campamento francés, sin pompa y circunstancia y sin escolta, acompañado sólo por el Sr. Abro, su intérprete. El general Maison, al enterarse de la llegada inesperada del hijo de Méhémet Ali, uno de sus ayudantes de campo le envió un caballo en el que le rogó que se uniera a él. Ibrahim Pasha Ibrahim, después de haberse negado en un principio, con el pretexto de que iría a pie hasta el general francés, acabó montándolo; otro caballo fue ofrecido al Sr. Abro, que acompañó a su jefe a la Casa General. Ibrahim felicitó al general en jefe por la buena conducta y la precisión de los movimientos de nuestras tropas: pero no pudo contener su entusiasmo y admiración cuando vio nuestra maniobra de persecución a caballo (...). ) Ibrahim felicitó especialmente al coronel de este regimiento, que le ofreció un equipo de caza completo, sin olvidar las guarniciones del caballo; Su Alteza, a su vez, regaló a M. de Faudoas, un damasco estimado en 10 000 francos (...)
El hijo del virrey de Egipto tenía entonces treinta y ocho años. Aunque de baja estatura, estaba dotado de una fuerza prodigiosa. Los cirujanos franceses, a los que vi en su campamento, me aseguraron que más de una vez había cortado la cabeza de un toro con un solo golpe de su damasco. Una larga barba rojiza le da a su rostro, fuertemente marcado con viruela, una mirada oscura y feroz. Sus miembros son extraordinariamente grandes. Cuando fue a la revista de la que acabamos de hablar, iba vestido de forma muy sencilla, aunque de una manera rica y distinguida. Tenía en la cabeza un gran gorro rojo, coronado por una larga borla de seda azul. Una chaqueta de color amaranto, con hermosos bordados de seda, le apretaba fuertemente, y al mismo tiempo mostraba toda su robustez; un cinturón de seda sostenía sus amplios pantalones, del mismo color que la chaqueta, y no menos cubiertos de bordados. No tenía otra arma, sino una rica espada curva, y encerrada en una vaina aún más rica (...)
La noticia de la revisión de las tropas francesas había despertado también la curiosidad de los soldados griegos que no estaban lejos de allí. El general Nikítas Stamatelópoulos, superior a la enfermedad que lo abrumaba y al cansancio del que estaba agotado, también quería disfrutar de este nuevo espectáculo. Llegó al lugar de la revisión, justo cuando la Casa General caminaba con el líder egipcio por las filas de nuestras brillantes legiones. Le siguieron una docena de griegos vestidos tan miserablemente como él. Dotado de una altura tan alta como la de Ibrahim es pequeño, es tan delgado, y se ve tan mal, como gordo y sano. Un par de enormes pistolas estaban atadas a su cinturón, así como un largo "yatagan", una especie de espada casi recta, o ligeramente curvada en dirección opuesta a la nuestra.
Tenía, además, un damasco de un temperamento similar quizás al de la espada de Ibrahim, pero encerrado en una vaina de mucho menos valor. Se detuvo para ver pasar a los generales que rodeaban al hijo de Mehmet. Este último lo vio y lo miró con un aire de desdén y una sonrisa burlona, como para comparar los honores con los que estaba cargado, con el olvido en el que quedó, él, un general griego, cuya causa parecían haber llegado a abrazar y defender. Nikitas, indignado, le echó fuego y cólera en los ojos, lo que hizo bajar los ojos de Ibrahim. Ya había puesto la mano en la empuñadura de su espada, cuando, moderando repentinamente su transporte, avanzó unos pasos, para ser visto por la Casa General, o los otros generales que lo acompañaban. El general Virgil Schneider se fijó en él; se acercó inmediatamente, le dio la mano, le dijo mil palabras halagadoras y le ofreció un caballo, que el capitán griego rechazó. Después de la revisión, dos generales más se reunieron con él y le pidieron que aceptara sus disculpas y las del general en jefe, que no lo había visto..

La evacuación continuó durante todo el mes de septiembre y el último transporte egipcio partió el 5 de octubre, llevándose a Ibrahim Pasha. De los 40 000 hombres que había traído de Egipto, apenas repatrió 21 000. Solo quedan unos pocos otomanos para sostener los diversos bastiones del Peloponeso. La próxima misión de las tropas francesas es "asegurarlas" y entregarlas a la Grecia independiente.

#### Toma de las plazas fuertes
Los despachos enviados por el Teniente General Nicolas-Joseph Maison, comandante de la división de expedición de Morée, al Ministro de Guerra Louis-Victor de Caux de Blacquetot ofrecen una descripción detallada de la captura de las fortalezas de Morée durante el mes de octubre de 1828.

##### Navarin
]

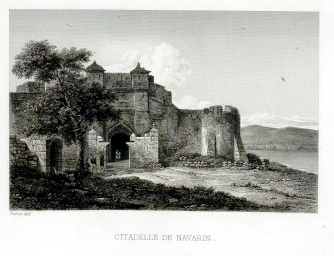
La fortaleza de Navarino (actual Pylos) tomada por el general Philippe Higonet

El 6 de octubre, el día después de la partida de Ibrahim, la Casa General ordenó al General Philippe Higonet que marchara sobre Navarin. Se va con el Regimiento n.º 16 de infantería, artillería e ingenieros. Navarin es entonces asediado, en el lado del mar, por la flota del Almirante Henri de Rigny y, en tierra, por los soldados del General Higonet. El comandante turco del lugar se negó a rendirse: "La Porte no está en guerra con los franceses, ni con los ingleses; no se cometerá ningún acto de hostilidad, pero el lugar no será entregado ". Se ordenó a los zapadores que rompieran los muros. El general Higonet entró en la fortaleza que tenían 530 hombres, que se rindieron sin resistencia, con sesenta cañones y 800 000 cartuchos. Los soldados franceses se establecieron permanentemente en Navarin, donde tomaron las fortificaciones, reconstruyeron las casas y establecieron un hospital y varias administraciones locales.

##### Modon

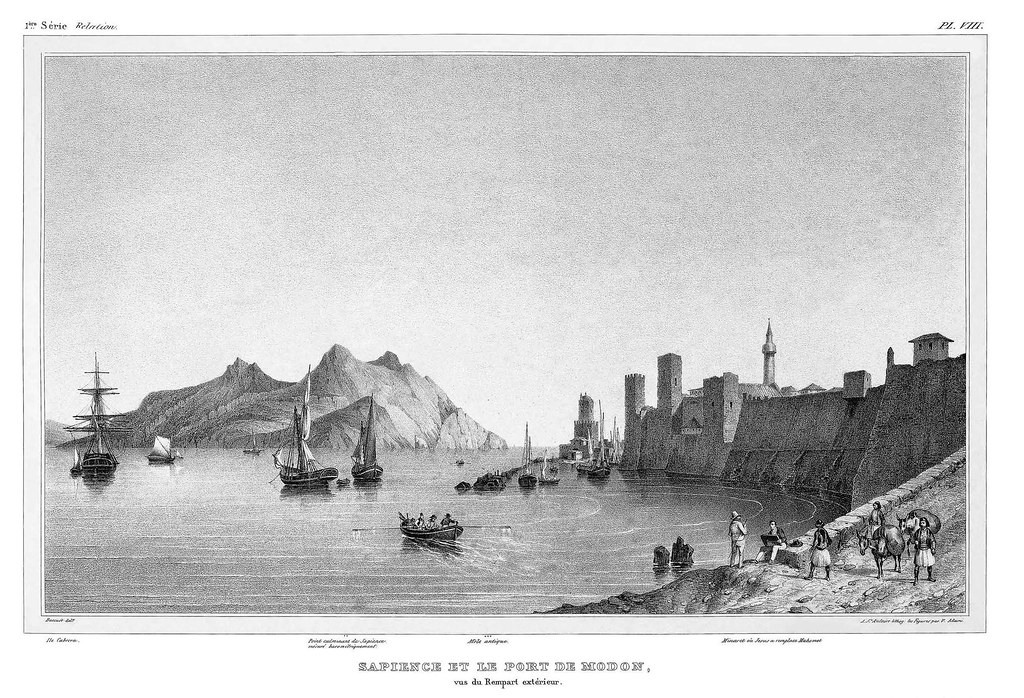
La fortaleza de Modon (actualmente Methóni) tomada por el general Antoine Simon Durrieu

El 7 de octubre, el 35.º regimiento de infantería comandada por el jefe de Estado Mayor, el general Antoine Simon Durrieu, acompañada por artillería e ingenieros, se presentó frente a Modon, una ciudad mejor fortificada, defendida por el 1078, cien cañones y que contaba con provisiones para más de seis meses. Dos barcos de la línea, el 'Breslaw' (Capitán Maillard) y el Wellesley (Capitán Frederick Maitland) bloquearon el puerto y amenazan la fortaleza con sus cañones. Los comandantes del lugar, el turco Hassan-Pacha y el egipcio Achmet-Bey, dan el mismo tipo de respuesta que el comandante de Navarin. Las fortificaciones de Modon estaban, sin embargo, en mejores condiciones que las de Navarin. A la misma señal, parte de las tropas y marineros embarcados en barcos atravesaron la puerta del mar, mientras que en el lado de tierra, los zapadores atacaron la puerta principal de la ciudad. Pero la guarnición no se defendió y sus comandantes pidieron parlamentar de nuevo. Luego le explicaron al General Maison que no podían entregar la fortaleza sin desobedecer las órdenes del Sultán, pero también reconocieron que era imposible para ellos resistir y que el lugar tendría que ser defendido al menos simbólicamente. El general francés les concedió entonces las mismas condiciones de rendición que a Navarin. La plaza fue tomada y el General Maison instaló allí sus apartamentos (en la antigua casa de Ibrahim Pasha) así como el cuartel general de la expedición de Morée.

##### Coron

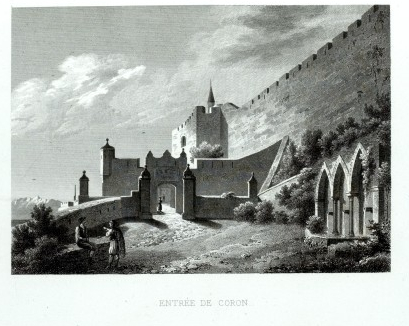
La fortaleza de Coron (actual Koróni) tomada por el general Tiburce Sébastiani

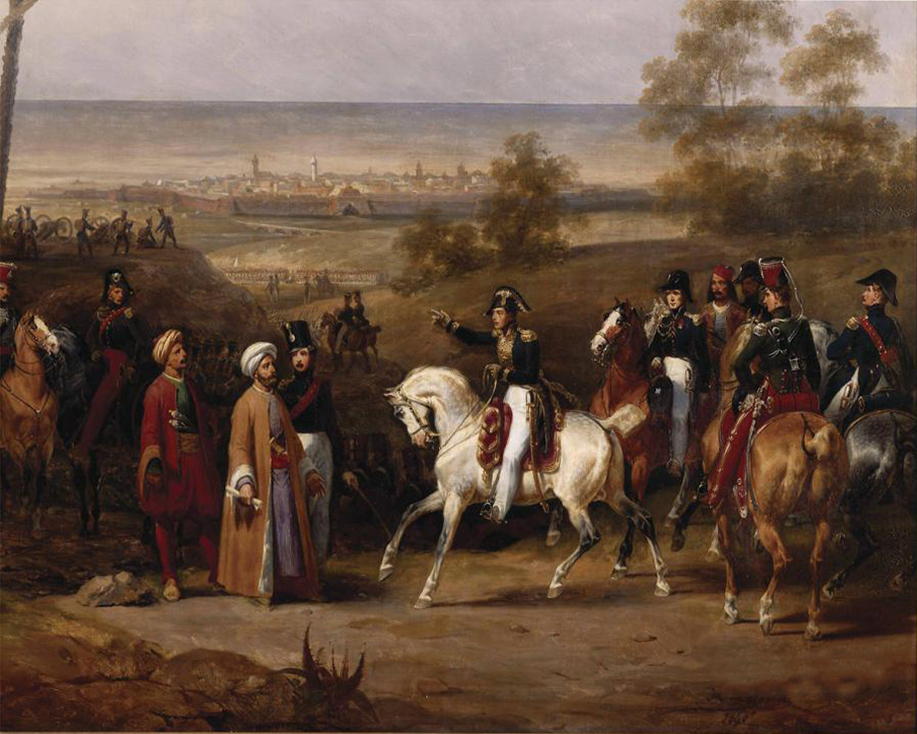
Captura de Coron por los generales Tiburce Sébastiani y Nikitarás (9 de octubre de 1828)

La toma de Coron era más difícil. El general Tiburce Sébastiani llegó allí el 7 de octubre con parte de su brigada y anuncia la captura de las fortalezas de Navarin y Modon. La respuesta del comandante del lugar fue similar a la de Navarin y Modon. El día 8, Sebastiani envió a sus zapadores que fueron repelidos por las piedras lanzadas desde lo alto de los muros. Hubo doce heridos, incluyendo los capitanes de los ingenieros Cavaignac y más seriamente, Boutauld, así como un sargento y tres zapadores. Los otros soldados franceses se sintieron insultados y su general tuvo grandes dificultades para evitar que abrieran fuego y tomaran el lugar por la fuerza. El Amphitrite, luego el barco francés Breslaw (1808) y el HMS Wellesley (1815) vienen a echar una mano a las tropas de tierra. Su amenaza lleva al comandante otomano a rendirse. El 9 de octubre, los franceses entran en Coron y se apoderan de ochenta cañones y morteros y mucha comida y municiones. La plaza fue entregada a las tropas griegas del general Nikítas Stamatelópoulos Nikitarás, que se establecieron allí.

##### Patras

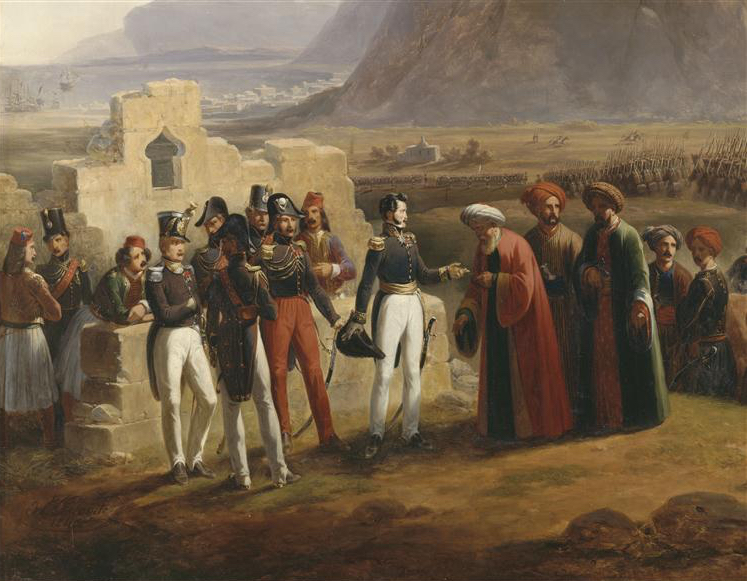
Captura de Patras por el general Virgile Schneider (5 de octubre de 1828)

Patras seguía siendo controlada por las tropas de Haji-Abdulah, pasha de Patras y el "Castillo de Morea". La tercera brigada del General Virgile Schneider había sido enviada por el mar para tomar la ciudad en el noroeste de la península. Desembarcó allí el 4 de octubre. El general francés le dio a Haji-Abdulah veinticuatro horas para que volviera a poner el lugar. El 5 de octubre, cuando expiró el ultimátum, tres columnas marcharon sobre la ciudad y se desplegó la artillería. El Pasha firmó inmediatamente la rendición de Patras y el "Castillo de Morea". Sin embargo, en el día fijado por el acuerdo entre el general Schneider y el pachá Hadji-Abdulah para la entrega del castillo de Morea a las tropas francesas, los agha que mandaban en el castillo se rebelaron y se negaron a obedecer a su pachá, a quien consideraban un traidor, y anunciaron que preferían morir en las ruinas de su fortaleza que entregarse.
Sin embargo, el 14 de octubre, la corbeta lOise ya había partido a Francia, teniendo a bordo al capitán de personal Jean Baptiste Eugène, vizconde Maison, hijo y ayudante de campo del general Maison, que es el portador de los despachos que anuncian al rey Carlos X la rendición de las plazas de Navarino, Modon, Coron y Patras, y que sólo una sigue bajo control turco, el castillo de Morée.

##### Asedio delChâteau de Morée»
El "Castillo de Moreas", Kastro Moreas o Kastelli, situado en el paseo marítimo a 10 km al norte de Patras, cerca de  Rion, al pie del actual puente Rion-Antirión y frente al "Castillo de Romelia" situado en la costa opuesta, vigila la entrada del Golfo de Corinto, también llamado pequeños Dardanelos. Fue construido en este lugar estratégico por el sultán Bayezid II o Bayazeto II) en 1499.
El General Virgil Schneider está tratando de negociar su rendición con los rebeldes Aghas. Pero persisten en su negativa a rendirse e incluso disparan al general.

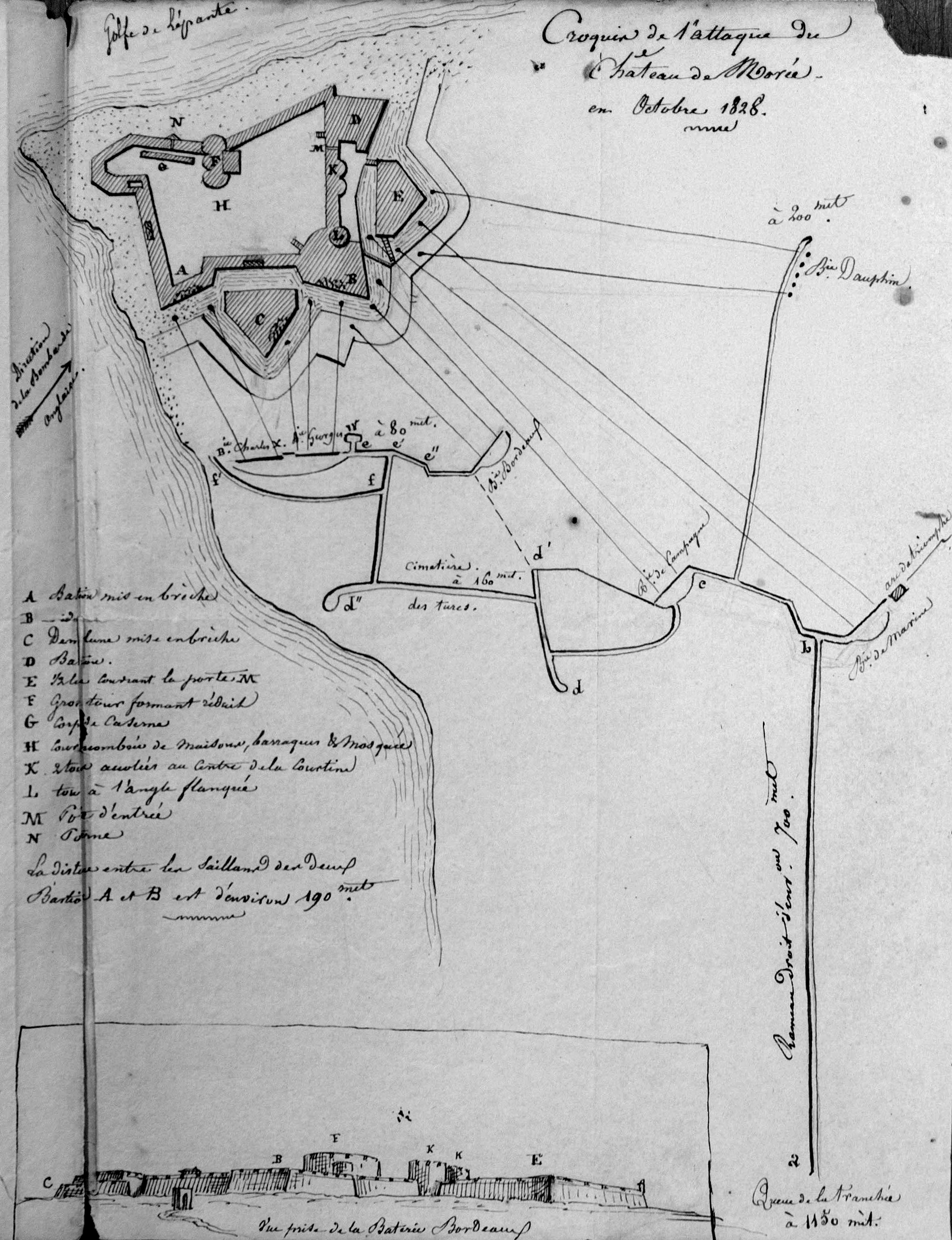
Plan de Ataque del Castillo de Morea (manuscrito del Coronel Anthony Charles Felix Hecquet del 54 ° Regimiento de Infantería)

El 19 de octubre, el asedio se establece frente a la fortaleza y catorce cañones navales y de campo, instalados a poco más de 400 metros de distancia, silencian la artillería del asediado. En Navarin, el general Maison decidió hacer embarcar toda su artillería y zapadores a bordo de los barcos de la línea del almirante de Rigny, a quien acompañaba con el general Durrieu. El 20 de octubre, también hizo que el General Higonet enviara por tierra para comandar dos regimientos de infantería de su brigada y el 3.º Regimiento de cazadores a caballo. Estos refuerzos llegaron la tarde del 26 de octubre, después de una semana de agotadora marcha al ritmo del tambor, descrita por el Capitán Duheaume en sus Souvenirs. Además de 18 piezas navales y de campo, se instalaron 22 nuevos tambores de "brecha". Se les dieron los nombres de "Carlos X" (Rey de Francia), "Jorge IV" (Rey de Gran Bretaña; esta atención fue recibida con beneplácito por los ingleses), "Duque de Angouleme" (hijo del Rey y delfín de Francia), "Duque de Burdeos" (Enrique de Artois, nieto del Rey y futuro Conde de Chambord) y "la Marina" Algunas partes de las baterías francesas e inglesas son incluso mezcladas y manejadas por artilleros de ambas naciones. La flota rusa no puede participar en el asedio, estando estacionada en Malta, pero el Almirante Lodewijk van Heiden se había ofrecido hace tiempo a estar a disposición del General Maison.
En la madrugada del 30 de octubre abrieron fuego las baterías compuestas por veinticinco cañones de gran calibre, incluidos seis cañones de campo, cuatro obuses, varios morteros y un bombardero inglés. En cuatro horas, se abrió una gran brecha en las murallas. Un miembro del parlamento salió con una bandera blanca para negociar los términos de la rendición de la plaza. El General Maison respondió que los términos ya habían sido negociados a principios de mes en Patras. Añadió que no concedería la capitulación a ninguna persona que ya hubiera violado uno. También le dio a la guarnición de 600 hombres media hora para abrir las puertas de la plaza y evacuarla desarmada. Los Aghas se someten. Sin embargo, la resistencia de la fortaleza le costó a la expedición francesa 25 hombres, muertos o heridos.

### Resultados militares de la expedición

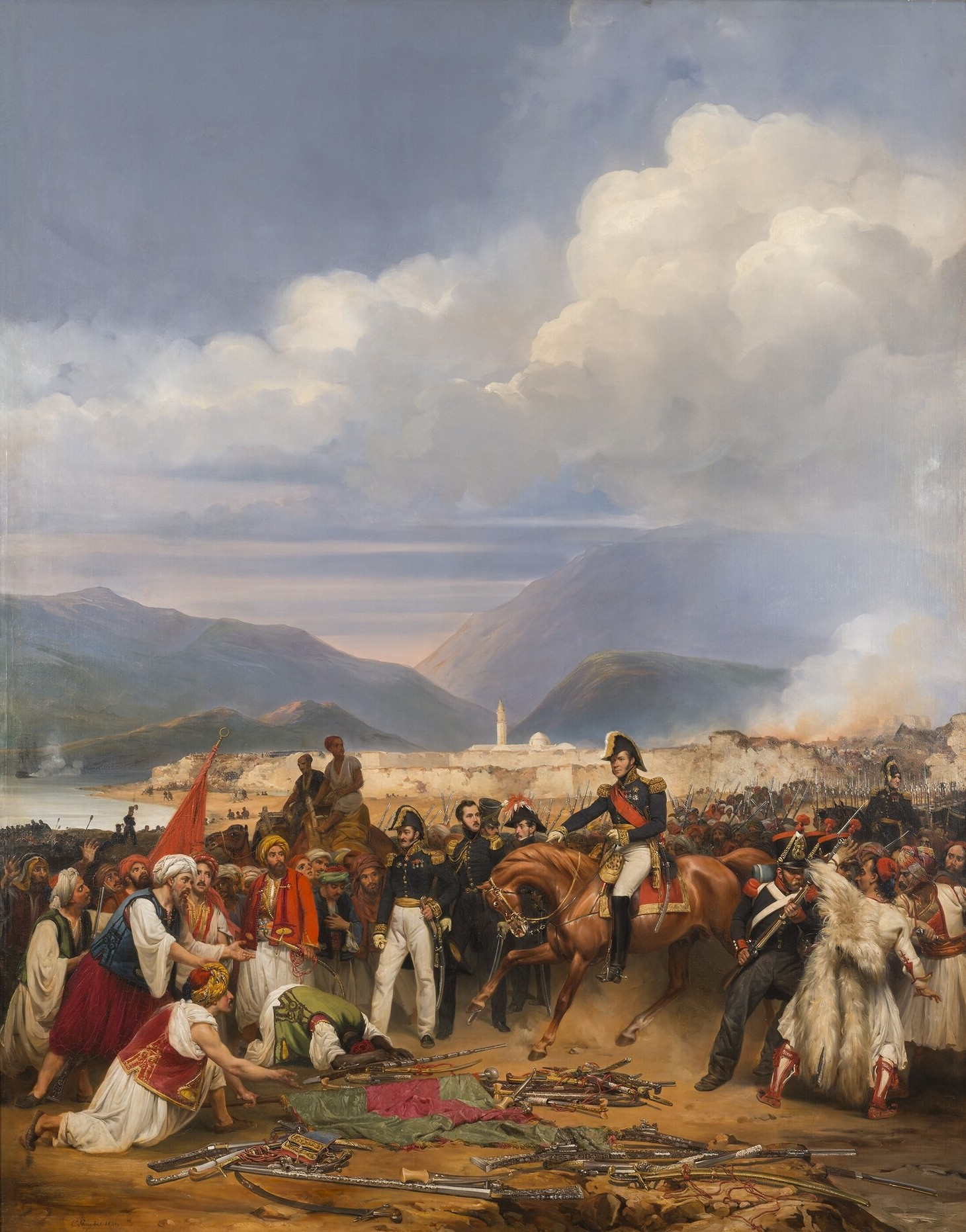
El general Maison recibe la rendición del castillo de Morée el 30 de octubre de 1828.

El 5 de noviembre de 1828, los últimos turcos y egipcios evacuaron definitivamente el Peloponeso. Estos 2500 hombres y sus familias abordaron barcos franceses con destino a Esmirna. Un total de 26 a 27 000 hombres se vieron obligados a abandonar el país y las fortalezas en cuestión de días. La captura de las fortalezas de Morée por la fuerza expedicionaria francesa solo tomó un mes:
En general, nuestras operaciones han sido felices: no encontramos gloria militar, sin duda; pero el objeto por el que vinimos, la liberación de Grecia, habrá sido más feliz y rápido; Morea habrá sido purgada de sus enemigos.  Teniente-général Nicolas-Joseph Maison
Los embajadores de Francia, Gran Bretaña y Rusia se establecieron en  Poros en septiembre de 1828 para discutir el futuro régimen y las fronteras de la Grecia independiente con los embajadores turcos. El 5 de octubre, el día de la salida de Ibrahim Pasha de Grecia y sólo el día anterior al comienzo de las operaciones militares, el general Maison había expresado explícitamente al presidente griego Ioannis Kapodistrias su deseo de continuar las operaciones militares más allá de Patras y llevarlas antes de fin de mes a Ática y Evia. Francia apoyó este proyecto y por esta razón había dado inicialmente instrucciones a la Casa General el 27 de agosto de 1828. Pero el primer ministro británico, Arthur Wellesley de Wellington, Duque de Wellington, se oponía firmemente a ello, deseando que el nuevo Estado griego se limitara sólo al Peloponeso. Al final, se decidió dejar en manos de los griegos la tarea de expulsar a los otomanos de estos territorios. El ejército francés, a pesar de su decepción por no poder llevar a cabo su proyecto de liberación de Grecia, tuvo que resolver intervenir sólo si las tropas griegas estaban en dificultades.
El Imperio Otomano ya no puede confiar en las tropas egipcias para mantener a Grecia. Esto nos devuelve a la situación estratégica que precedió al desembarco de Ibrahim Pasha en 1825. En ese momento, los insurgentes griegos habían triunfado en todos los frentes. Con la expedición militar francesa completada el 1 de noviembre de 1828, las recién establecidas  Tropas Regulares del Ejército Griego sólo tuvieron que enfrentarse a las tropas turcas que quedaban en Grecia Central. Livadiá, esclusa de Beocia, es conquistada a principios de noviembre de 1828 por el Mariscal de Campo Dimítrios Ypsilántis al frente del "Ejército de Grecia Oriental". Un contraataque de Mahmut Pasha desde [Evia] es rechazado en enero de 1829. Augustínos Kapodístrias, a la cabeza del "Ejército de Grecia Occidental", sitió y retomó la ciudad de Naupacta en abril de 1829, y en mayo de 1829 la simbólica ciudad de Missolonghi. Los Ypsilántis retomaron Tebas el 21 de mayo de 1829 y derrotaron a 5000 turcos en el paso de Petra (entre Tebas y Livadiá) durante la última batalla de la Guerra de Independencia griega, el 12 de septiembre de 1829.
Sin embargo, fue necesaria la victoria militar de Rusia sobre Turquía en la guerra ruso-turca de 1828-1829 y la firma del Tratado de Constantinopla (1832) el 21 de julio de 1832 para que las grandes potencias reconocieran y garantizaran la independencia griega. Este tratado marca el final de la Guerra de Independencia griega de 1821. Sin embargo, el territorio del nuevo Reino de Grecia sólo se extiende sobre las regiones liberadas por las tropas francesas y griegas: el Peloponeso, algunas islas y la Grecia central (la frontera norte del reino está trazada a lo largo de una línea que une las ciudades de Arta y Vólos, una línea también llamada Ambracique-Pagasétique).

### Los franceses en el Peloponeso
Una vez finalizada su misión, la mayoría de las tropas de la expedición de Morée organizaron su regreso a Francia a partir de enero de 1829 (General Higonet y General Sébastiani). Jacques Mangeart, el Doctor Roux y la brigada en la que el Capitán Cavaignac estaba destinado embarcaron en los primeros días de abril de 1829. El General Maison, después de haber sido nombrado Mariscal de Francia el 22 de febrero de 1829, y el General Durrieu, después de haber sido ascendido Mayor General el mismo día, dejaron el suelo griego el 22 de mayo de 1829; Capitán Duheaume, 4 de agosto de 1829.
Solo una brigada, conocida como la brigada de "ocupación", de 5000 soldados compuesta por el 27.º Regimiento de Infantería Ligera, el 42.º Regimiento de Infantería de Línea, el Regimiento de Infantería de Línea n.º54 y el Regimiento de Infantería de Línea n.º58 estacionados en Navarin, Modon y Patras, permanecen en el Peloponeso bajo el mando del General Schneider. Algunas tropas de Francia vinieron a relevar a los soldados que habían permanecido en Grecia: así, el 57.º Regimiento de Infantería de Línea desembarcó en Navarin el 25 de julio de 1830 El regimiento permaneció hasta 1833. Las tropas francesas, comandadas por el General Maison, luego por el General Schneider, y finalmente por el General Charles Louis Joseph Olivier Guéhéneuc de julio de 1831, no permanecieron inactivas durante casi cinco años (1828-1833).

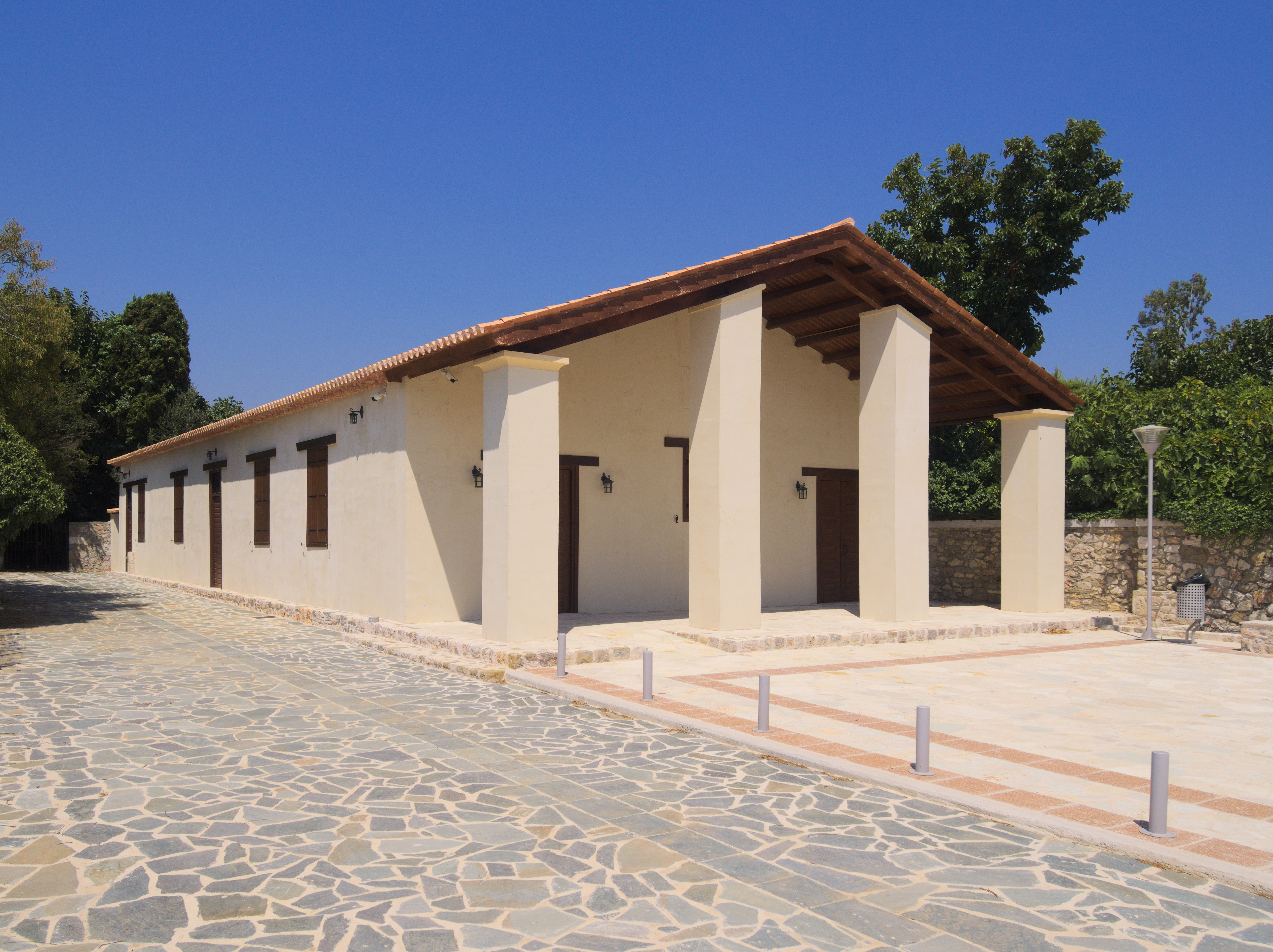
La Escuela de Enseñanza Mutua Capodistrian en Modon, construida en febrero de 1830 sobre planos trazados por el ingeniero comandante, teniente coronel Joseph-Victor Audoy.

Se levantan fortificaciones y se construyen cuarteles, como en Navarin y Modon. Los cuarteles de Navarin se siguen utilizando hoy en día y albergaron el nuevo museo arqueológico de Pylos). se construyeron puentes, como en el Pamiso entre Navarino y Kalamata; también se construyó el camino entre Navarino y Modon, el primero de la Grecia independiente; se establecen hospitales (en Navarino, Modon y Patras) y comisiones de salud para la población griega como durante la 'epidemia de la peste en las aldeas montañosas de Kalávryta y Vrachní en diciembre de 1828, que está contenida por el General Higonet. Finalmente, los franceses hicieron muchas mejoras en las ciudades del Peloponeso (escuelas, correos, imprentas, puentes, plazas, fuentes, jardines, etc.) El comandante de los ingenieros de la expedición de Morée, Teniente Coronel Joseph-Victor Audoy fue encargado por el gobernador de Grecia, Ioánnis Kapodístrias, de elaborar los primeros planes urbanísticos de la historia moderna del país. Así hizo que las nuevas ciudades de Modón (la actual Methóni) y Navaro (la actual Pylos) se construyeran fuera de las murallas de la fortaleza a partir de la primavera de 1829, según el modelo de la  bastide francesa de la [[Tarn (río)|Tarn] región de la que procede y las ciudades de las Islas Jónicas, que comparten elementos comunes, como un cuadrado central de aspecto geométrico bordeado por arcadas o cubiertas, como en Pylos). Entre diciembre de 1829 y febrero de 1830, también construyó la famosa Escuela Mutua Capodistriana en Modon. Todas estas ciudades se repoblaron rápidamente y volvieron a su actividad de preguerra. En 1833, Jacques Louis Lacour (subintendente militar de la brigada de ocupación) escribió:

Ibrahim-Pacha [...]. ) no admiraría menos, si volviera hoy a Navarin, el talento y la actividad de nuestro genio militar, viendo "una ciudad casi francesa" desplegarse en un pintoresco anfiteatro alrededor de la rada donde dejó sólo una vieja casucha pronto abandonada por la aduana. Esta ciudad, joven a lo sumo cinco años [1828-33], tiene nada menos que doscientas o trescientas casas de construcción bastante elegante, la mayoría de ellas de varios pisos; sus calles están muy bien cuidadas; hay muchas tiendas de estilo europeo; una plaza bien pavimentada, que sirve de bolsa y de paseo; una fuente monumental en el centro; tiendas ricas, sin damas de mostrador, es cierto (los hombres de Oriente se cuidan de ello); un hospital militar construido a la orilla del mar, cuya sola vista es ya objeto de descanso y recreo: este establecimiento ofrece a nuestros valientes niños toda la ayuda y los rápidos cuidados que se les darían en Francia. Una administración paterna ha podido llevar allí su supervisión, sus previsiones y sus beneficios, y los agentes que ha elegido todos participan por igual aquí en la sabiduría y la dignidad de sus piadosas obligaciones. El bazar de Navarin se convirtió en el almacén del Alto y Bajo Messinia. Está dotada de todas las cosas indispensables para las necesidades y lujos de una civilización exigente; (...) Por último, Navarin, que antes contenía unos cuantos mendigos aturdidos por la ociosidad, la servidumbre y la miseria, hoy ofrece una población acomodada, trabajadora y libre. ¡Qué contraste ofrecería tal espectáculo a los ojos del hijo de Méhemet! Ya no reconocería la playa desierta donde acampaban sus falanges negras, pero pronto habría reconocido la mano de los franceses en tantas felices metamorfosis..

El ejemplo de la rápida modernización de Patras, cuyos planes acaban de ser dibujados por los capitanes de la expedición francesa Stamátis Voúlgaris y Auguste Théodore Garnot, se describe ampliamente en sus Souvenirs por Jacques Mangeart, llegó a la ciudad con el teniente coronel Maxime Raybaud philhellène Maxime Raybaud para montar una imprenta y fundó el periódico franco-griego Le Courrier d'Orient en 1829. durante la ocupación del río Morée por el ejército francés en 1832-33; se construyen puentes, como en el Pamissos entre Navarin y Kalamata; también se construye el camino entre Navarin y Modon, el primero en la Grecia independiente; se establecen hospitales (en Navarin, Modon y Patras). y comisiones de salud para la población griega (como durante la 'epidemia de la peste en las aldeas montañosas de Kalávryta y Vrachní en diciembre de 1828, que está contenida por el General Higonet). Finalmente, los franceses hicieron muchas mejoras en las ciudades del Peloponeso (escuelas, correos, imprentas, puentes, plazas, fuentes, jardines, etc.) El comandante de los ingenieros de la expedición de Morée, Teniente Coronel Joseph-Victor Audoy fue encargado por el gobernador de Grecia, Ioánnis Kapodístrias, de elaborar los primeros planes urbanísticos de la historia moderna del país. Así hizo que las nuevas ciudades de Modón (la actual Methóni) y Navarra (la actual Pylos) se construyeran fuera de las murallas de la fortaleza a partir de la primavera de 1829, según el modelo de la bastide francesa del río Tarn región de la que procede y las ciudades de las Islas Jónicas (que comparten elementos comunes, como un cuadrado central de aspecto geométrico bordeado por arcadas o cubiertas como en Pylos). Entre diciembre de 1829 y febrero de 1830, también construyó la famosa Escuela Mutua Capodistriana en Modon.
Todas estas ciudades fueron repobladas rápidamente y volvieron a su actividad de preguerra. En 1833, Jacques Louis Lacour (subintendente militar de la brigada de ocupación) escribió: 

Ibrahim-Pacha [... ) no admiraría menos, si volviera hoy a Navarin, el talento y la actividad de nuestro genio militar, viendo "una ciudad casi francesa" desplegarse en un pintoresco anfiteatro alrededor de la rada donde dejó sólo una vieja casucha pronto abandonada por la aduana. Esta ciudad, joven a lo sumo cinco años [1828-33], tiene nada menos que doscientas o trescientas casas de construcción bastante elegante, la mayoría de ellas de varios pisos; sus calles están muy bien cuidadas; hay muchas tiendas de estilo europeo; una plaza bien pavimentada, utilizada como bolsa de valores y paseo marítimo; una fuente monumental en el centro; tiendas ricas, sin mostradores de damas, es cierto (los hombres de Oriente se guardarán bien de esto); un hospital militar construido a la orilla del mar, cuya sola vista es ya un tema de descanso y recreo: Este establecimiento ofrece a nuestros valientes niños toda la ayuda y cuidado que se les daría en Francia. Una administración paterna ha podido llevar allí su supervisión, sus previsiones y sus beneficios, y los agentes que ha elegido todos participan por igual aquí en la sabiduría y la dignidad de sus piadosas obligaciones. El bazar de Navarin se convirtió en el almacén del Alto y Bajo Messinia. Está dotada de todas las cosas indispensables para las necesidades y lujos de una civilización exigente; (...) Por último, Navarin, que antes contenía unos cuantos mendigos aturdidos por la ociosidad, la servidumbre y la miseria, hoy ofrece una población acomodada, trabajadora y libre. ¡Qué contraste ofrecería tal espectáculo a los ojos del hijo de Méhemet! Ya no reconocería la playa desierta donde acampaban sus falanges negras, pero pronto habría reconocido la mano de los franceses en tantas felices metamorfosis.

El ejemplo de la rápida modernización de Patras, cuyos planes acaban de ser dibujados por los capitanes de la expedición francesa Stamátis Voúlgaris y Auguste Théodore Garnot, se describe ampliamente en sus Souvenirs (enlace roto disponible en Internet Archive; véase el historial, la primera versión y la última). por Jacques Mangeart, llegó a la ciudad con el teniente coronel Maxime Raybaud philhellène Maxime Raybaud para montar una imprenta y fundó el periódico franco-griego "'Le Courrier d'Orient en 1829.
, capitaines de l'expédition de Morée]]

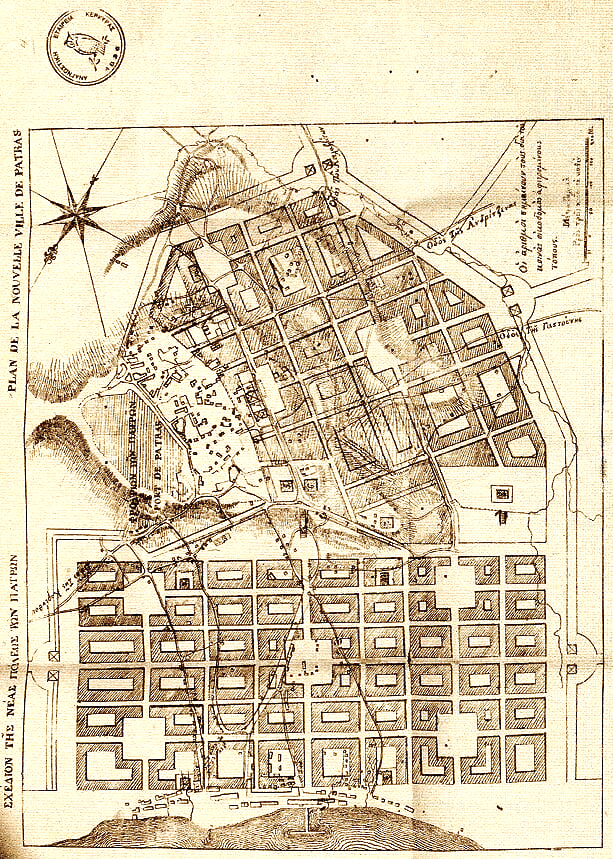
Primer plan urbano de Patras, establecido en 1829 por Stamátis Voúlgaris y Auguste-Théodore Garnot, capitanes de la expedición Morea

El Gobernador de Grecia Ioannis Kapodístrias, cuando llegó a París en octubre de 1827, justo antes de su llegada a Grecia, había efectivamente hecho una petición al gobierno francés y en particular a su amigo y empleado en el Ministerio de Guerra, el conde Nicolas de Loverdo, de asesores y oficiales del ejército francés con el fin de organizar el ejército de la Nuevo Estado GriegoÉcole polytechnique. Así, por recomendación del Ministerio de Guerra francés, los capitanes del Estado Mayor (un francés de origen griego, amigo de infancia de Kapodístrias), el genio Auguste Théodore Garnot, la artillería Jean-Henri-Pierre-Augustin Pauzié-Banne y el servicio cartográfico Pierre Peytier, fueron enviados a Grecia en 1828, unos meses antes de la llegada de la expedición militar de Morea a la que estaban adscritos, para formar a jóvenes ingenieros militares griegos. Los capitanes Voúlgaris y Garnot dibujaron los planos de varias ciudades griegas: Trípoli (Grecia), Corinto y Corinto. (que Garnot continúa solo), Nafplio (del que Voúlgaris está rediseñando el plan urbano y el de su distrito de refugiados llamado Pronia) y Patras.  Garnot también fue comisionado por Kapodístrias para fundar el primer cuerpo de Ingenieros Militares en 1828, llamado el Cuerpo de Oficiales de Fortificación y Arquitectura (Σώμα Αξιωματικών Οχυρωματοποιίας και Αρχιτεκτονικής), cuya misión es la construcción, mantenimiento y mejora de fortificaciones, edificios militares y civiles, puentes, carreteras y otras construcciones. El capitán de artillería Pauzié fue el encargado de fundar la Escuela de Artillería (Σχoλή Πυρoβoλικoύ), luego la [Escuela de los Evélidos|Escuela Central Militar Griega], conocida como la "Escuela de los Evélidos" (Κεντρική Στρατιωτική Σχολή Ευελπίδων) en 1828, según el modelo francés de la Ecole Polytechnique.
Finalmente, el mapa del nuevo Estado Griego es levantado por el capitán e ingeniero geógrafo Pierre Peytier en 1832. Al mismo tiempo, el jefe de Estado Mayor Adjunto de la Expedición Morée, Coronel Camille Alphonse Trézel es promovido por Ioánnis Kapodístrias, General y Comandante del  Ejército Regular Griego en 1829. Compuesto en esa época de 2688 hombres, el general Trézel lo organizó  à la française, tanto para su administración como para su jurisdicción, el entrenamiento y avance de los soldados, y hasta sus uniformes, que eran los mismos que los de los franceses. En noviembre de 1829, el general Trézel fue sustituido por el general Gérard, que permaneció al frente del ejército regular hasta 1831. Por último, el gobernador Kapodístrias también encargó en 1829 al geólogo de la expedición de Pierre Théodore Virlet d'Aoust que estudiara la posibilidad de excavar un Canal de Corinto en el Istmo de Corinto. Así, desde sus primeros años de independencia, Grecia estableció una cooperación militar duradera con Francia, que aún hoy es considerada su aliado estratégico tradicional.
A todos estos logros de la fuerza expedicionaria francesa, hay que añadir, por supuesto, todo el trabajo realizado por los científicos de la expedición científica a Morée entre marzo y diciembre de 1829. Sin embargo, los últimos regimientos de soldados franceses dejaron Grecia definitivamente en agosto de 1833, poco después de la llegada al trono del rey Otón I de Grecia en enero de 1833. Fueron reemplazados por el Cuerpo del Ejército Real, compuesto por 3500 soldados y oficiales bávaros.

### Balance de víctimas humanas de la expedición

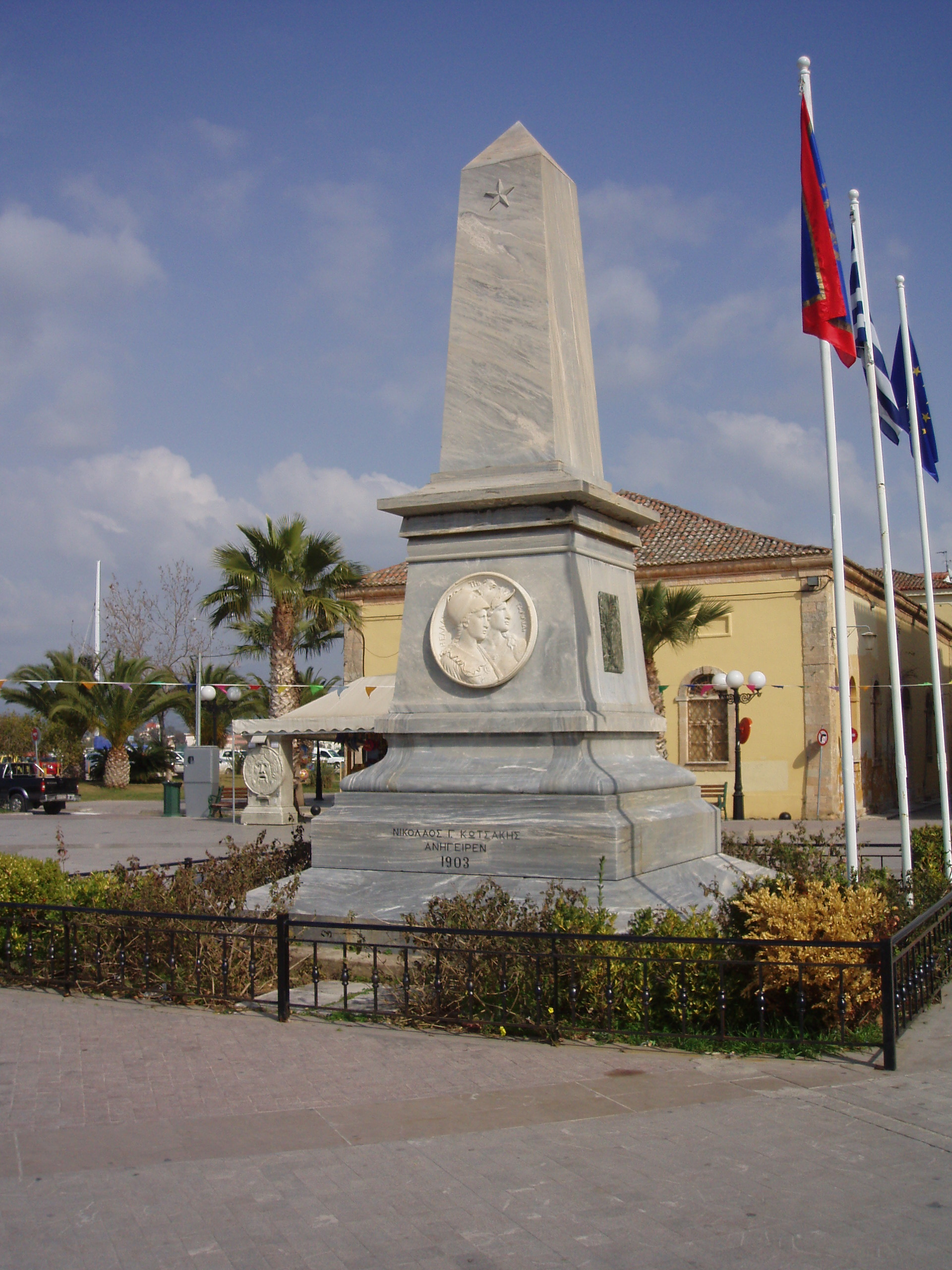
Monumento "en memoria del mariscal Maison, el general Fabvier, el almirante de Rigny y los marineros y soldados de Francia que murieron por la independencia helénica, la patria y la libertad" (Place Philellinon en Nafplion).

A pesar de la brevedad de las operaciones militares y el bajo número de batallas, el número de víctimas de la expedición francesa fue muy elevado: entre el 1 de septiembre de 1828 y el 1 de abril de 1829, el médico jefe de la fuerza expedicionaria, el Dr. Gaspard Roux, registró oficialmente un número de 4766 enfermos y 1000 muertos, números confirmados por el doctor Charles-Joseph Bastide, cirujano mayor del 16th Regimiento de Infantería de Línea.
Así pues, casi un tercio de las tropas francesas se vieron afectadas por fiebre, diarrea y disentería, que se contrajeron principalmente entre los meses de octubre y diciembre de 1828 en los campamentos instalados en las llanuras pantanosas de Petalidi, en la desembocadura del río Djalova (en la bahía de Navarin), Modon y Patras. Esta epidemia de fiebre de la malaria, caracterizada por una gran mayoría de terceras fiebres (que se producen cada dos días), periódica, con una alta tasa de recaída, deslumbrante y acompañada de ictericia, dolores de cabeza y trastornos neurológicos y digestivos, corresponde sin duda alguna a malaria. (del latín palus, "pantano ") que era endémica en la región en ese momento y solo fue erradicada definitivamente en Grecia en 1974. Así pues, la epidemia comenzó durante la estación cálida el 20 de septiembre de 1828, alcanzó su punto álgido el 20 de octubre (15 de noviembre en Patras), luego disminuyó durante el mes de noviembre, para detenerse completamente en diciembre de 1828. Aunque el doctor Roux reconoce la influencia principal y deletérea de los pantanos en la propagación de la enfermedad, sin embargo, no fue hasta 1880 que su causa principal, el parásito Plasmodium, fue descubierta por el médico francés Charles Louis Alphonse Laveran, Premio Nobel en 1907 y 1897 para el médico inglés Ronald Ross, Premio Nobel en 1902 prueba que los mosquitos Anopheles, que ni el doctor Roux ni el doctor Bastide mencionaron nunca, son los vectores de la malaria.

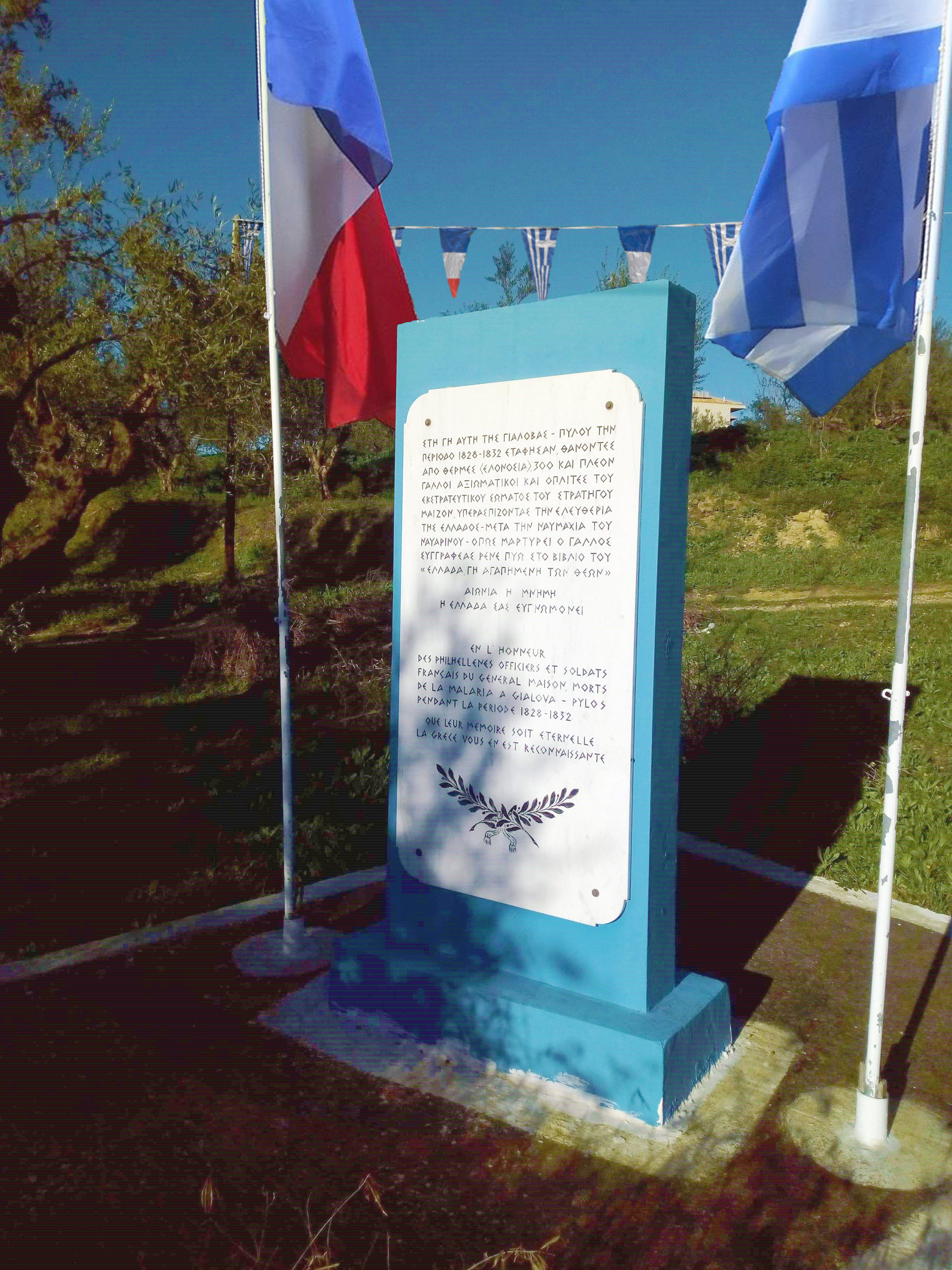
Monumento en memoria de los soldados franceses de la expedición Morea que murieron de malaria en Gialova

Los médicos atribuyen así la enfermedad principalmente a la proximidad del lugar de la infección a zonas bajas y pantanosas y a la dureza de las transiciones de temperatura entre el día y la noche, y en menor medida a la intensidad de los numerosos y arduos trabajos, así como al consumo excesivo de carnes saladas, bebidas espirituosas y las aguas fangosas y salobres de la región·. Las condiciones climáticas más frescas del invierno, el establecimiento de hombres en los cuarteles de las fortalezas, la adopción inmediata de medidas estrictas de higiene y salubridad, la llegada de medicamentos de Francia, así como el establecimiento de tres Hospitales Militares en Navarin, Modon y Patras reducirán significativamente esta hecatombe. Cabe señalar también que el uso por el Dr. Roux de febrífugos pépticos como polvo de quina y quinina, purificados por primera vez sólo 8 años antes, en 1820, por Pierre Joseph Pelletier y Joseph Bienaimé Caventou, lleva a los resultados terapéuticos más convincentes.
Sin embargo, el número total de muertes todavía aumentó significativamente hasta que la expedición partió en 1833, notablemente después de unos pocos suicidios, duelos, y unos pocos casos de narcotismo tras el abuso de licores alcohólicos, a la explosión por el rayo de un polvorín en el fuerte de Navarin que costó la vida a cincuenta soldados el 19 de noviembre de 1829, o después del "asunto de Argos" del 16 de enero de 1833 que provocó la muerte de tres soldados franceses. La misión científica también se vio fuertemente afectada por las fiebres palúdicas del verano de 1829. El número total de muertes de la expedición de Morée se estima, según la mayoría de los testimonios, alrededor de 1500 muertes.
Posteriormente, los estados griego y francés erigieron monumentos en homenaje a estos soldados franceses caídos durante la expedición de Morée en la Isla Sphacterium de la bahía de Navarin (monumento erigido en mayo de 1890) y en las ciudades de Gialova con el monumento erigido en octubre de 2007 en el mismo lugar del campo de los Djalova, de Kalamata. en la Iglesia de San Nicolás de Flaríos y Nafplio con el monument des Philhellènes erigido en 1903, donde todavía se pueden ver hoy en día.

## La expedición científica

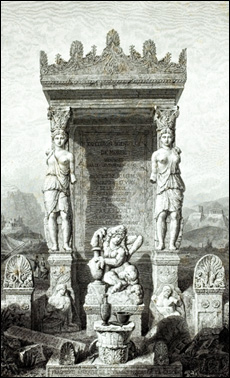
Frontispicio de la Expedición Científica Morée de Abel Blouet.

### Establecimiento de la misión científica
La expedición de Morée es la segunda de las grandes expediciones científico-militares dirigidas por Francia en la primera mitad del siglo XIX. La primera, la referencia, había sido la de Egipto desde 1798 (Comisión de Ciencia y Artes). El último fue el de 1839 en Argelia. (Commission d'exploration scientifique d'Algérie). Todas ellas se llevaron a cabo por iniciativa del gobierno francés y se colocaron bajo la supervisión de ministerios específicos como los de Relaciones Exteriores para Egipto, Interior para Morée y Guerra para Argelia. Las grandes instituciones científicas reclutan a los científicos, ya sean civiles o militares, y les asignan sus misiones, pero el trabajo sobre el terreno se realiza en estrecha relación con el ejército. La Comisión de Ciencia y Artes durante la Expedición desde Egipto de Bonaparte y especialmente las publicaciones que siguieron se convirtieron en una referencia. Siendo Grecia la otra gran región "antigua" considerada como el origen de la civilización occidental (este fue uno de los principales argumentos de los filohelenos), se decidió, como Abel Blouet

...para aprovechar la presencia de nuestros soldados ocupando Morée para enviar una comisión de estudios... No era para igualar lo que se veía unido a la gloria de Napoleón... Era, sin embargo, para prestar un servicio eminente a las artes y las ciencias.

El ministro del Interior del rey  Carlos X, que era el verdadero jefe de Gobierno de la época, el  vizconde de Martignac, nombró a seis ilustres académicos del Instituto de Francia:por la Academia de Ciencias: Georges Cuvier y Etienne Geoffroy Saint-Hilaire; por la Académie des Inscriptions et Belles-lettres: Charles-Benoît Hase y Desiré Raoul Rochette; por la  Académie des Beaux-arts: Jean-Nicolas Hyot y Jean-Antoine Letronne, para designar a los jefes y miembros de cada sección de la comisión científica. Jean-Baptiste Bory de Saint-Vincent fue nombrado director de la comisión el 9 de diciembre de 1828. También establecieron los itinerarios y objetivos altamente científicos de la misión. Como Bory escribiría más tarde.

Los señores De Martignac y Siméon, me habían recomendado expresamente que no restringiera mis observaciones a moscas y hierbas, sino que las extendiera a lugares y hombres.

La expedición que cuenta con diecinueve científicos se divide en tres secciones Ciencias Físicas, Arqueología, Arquitectura-Escultura] colocadas bajo la dirección de Jean-Baptiste Bory de Saint-Vincent. (Sección de Ciencias Físicas), por Léon-Jean-Joseph Dubois (Sección de Arqueología) y Guillaume Abel Blouet (Sección de Arquitectura y Escultura). El pintor Amaury-Duval retrata a estos tres directores en su Souvenirs (1829-1830) escrito en 1885.

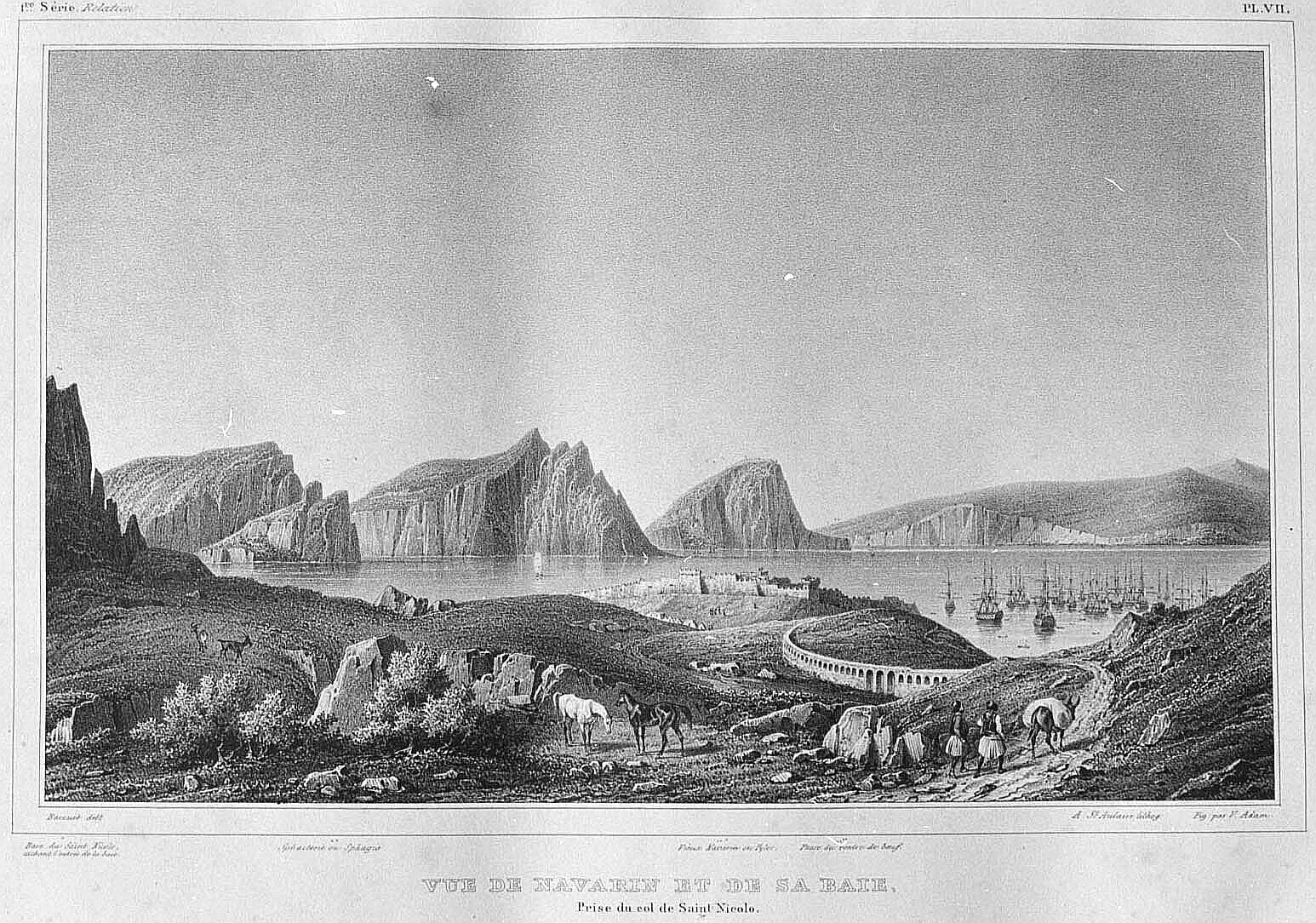
Vista de Navarin y su bahía poco después de la llegada de la comisión científica a Grecia por Prosper Baccuet

Los miembros de la expedición científica se embarcaron el 10 de febrero de 1829 en Toulon a bordo de la fragata  "La Cybèle, , comandada por el comandante M. de Robillard y, después de 21 días de una travesía por el Mediterráneo algo agitada para los miembros de la expedición, desembarcaron el 3 de marzo de 1829 en Navarin. Mientras que en Egipto y Argelia, el trabajo científico se hacía bajo la protección del ejército, en Morée, mientras que la exploración científica apenas había comenzado, las primeras tropas ya se repatriaban a Francia en los primeros días de abril de 1829. El ejército se contentó con proporcionar apoyo logístico: "tiendas de campaña, estacas, herramientas, bidones, ollas y bolsas, en una palabra, todo lo que se pudiera encontrar para nuestro uso en las tiendas del ejército ".
Poco después de la llegada de la comisión científica a Grecia y su instalación en su sede en Modon , el gobernador de la Primera República Helénica Ioánnis Kapodístrias vino a reunirse con ella el 11 de abril de 1829. Ya había tenido la oportunidad de reunirse el En su ruta, entre  Argos y  Trípoli, Edgar Quinet que ya se había separado del resto de la comisión y se dirigía a Argolis. En esta ocasión, el historiador y futuro político francés presenta los retratos del presidente y sus ayudantes de campo, los héroes de la independencia griega  Kolokotrónis y  Nikitarás , que le dejan una fuerte huella. El presidente también se encuentra con Abel Blouet un poco más lejos, en Coron. Se organiza una gran cena en Modon, que reúne por última vez antes del regreso a Francia de la fuerza expedicionaria, el presidente Kapodístrias , el mariscal Maison , los oficiales y principales líderes griegos y franceses (Kolokotrónis, Nikitarás, Makriyánnis , Kallérgis , Fabvier , etc.) y miembros de la comisión científica. Bory de Saint-Vincent presenta a los miembros de su sección al presidente, luego ambos tienen la oportunidad de discutir extensamente temas de diplomacia internacional. Se volverán a encontrar más tarde en Argos, Nafplio y Egina. El pintor Amaury-Duval, también muy impresionado, también destaca el particular apego del presidente griego por su proyecto de desarrollar escuelas de educación mutua en el país. En general, los textos relativos a las numerosas reuniones entre los miembros de la comisión científica y el presidente griego atestiguan invariablemente una gran estima y un profundo respeto mutuo.

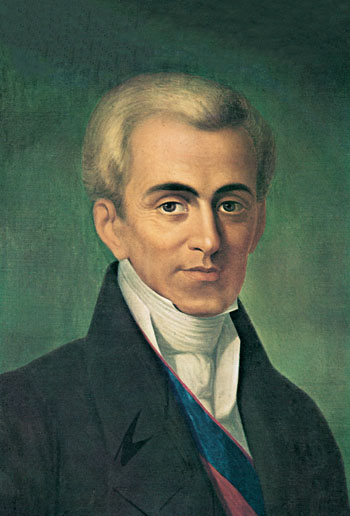
Presidente griego Ioánnis Kapodístrias  (Museo Nacional de Atenas )
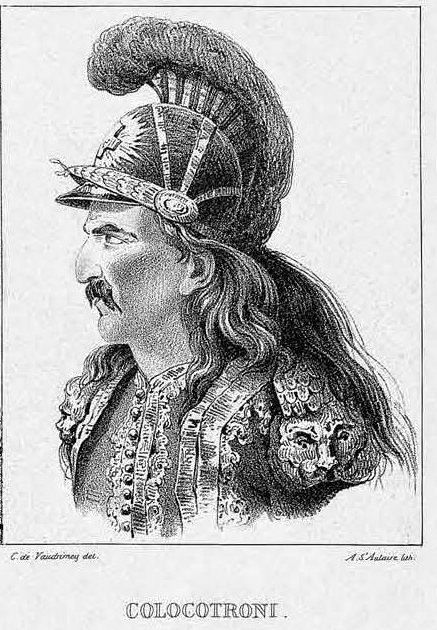
Theódoros Kolokotrónis (por el capitán de Vaudrimey de la expedición Morea)
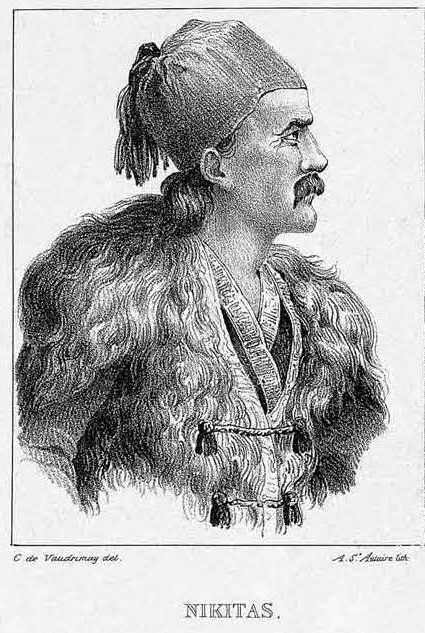
Nikítas (Nikitarás) Stamatelópoulos (por el Capitán de Vaudrimey de la expedición Morea)
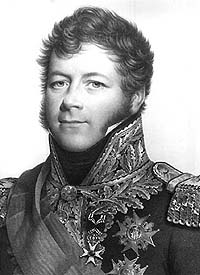
Nicolas-Joseph Maison , mariscal de Francia, comandante de la expedición militar Morée (por Aloys Senefelder)
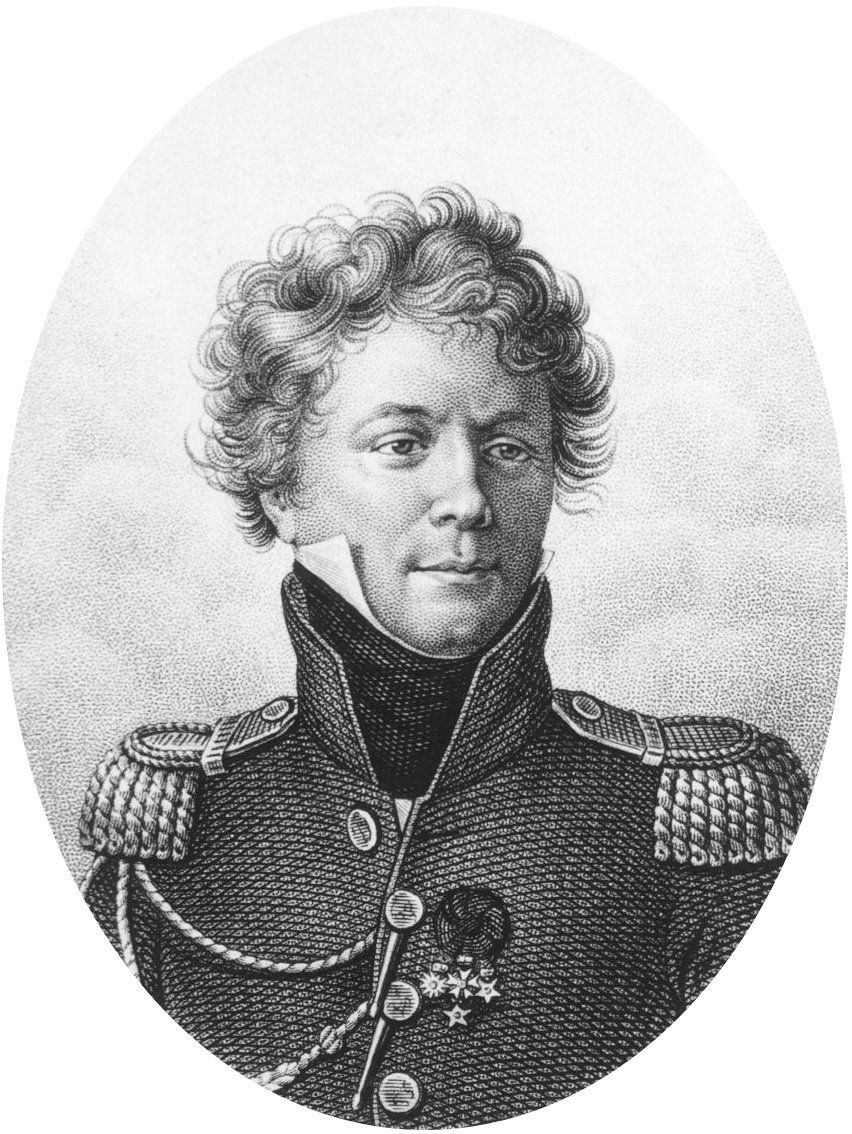
Jean-Baptiste Bory de Saint-Vincent , director de la expedición científica Morée (por Ambroise Tardieu)

### Sección de Ciencias Físicas
Esta sección, supervisada en la Academia de Ciencias (Francia) por Georges Cuvier y Étienne Geoffroy Saint-Hilaire, incluye de hecho muchas ciencias : por un lado botánica (Jean-Baptiste Bory de Saint-Vincent, Louis Despreaux Saint-Sauveur, acompañado del pintor Prosper Baccuet) y zoología (Gaspard-Auguste Brullé), (Gabriel Bibron, Sextius Delaunay y Antoine Vincent Pector) y por otro lado la geografía. (Pierre Peytier, Pierre Lapie y Aristide-Camille Servier) y geología (Pierre Théodore Virlet d'Aoust, Émile Puillon Boblaye y Gérard Paul Deshayes).

#### Geografía y Geología

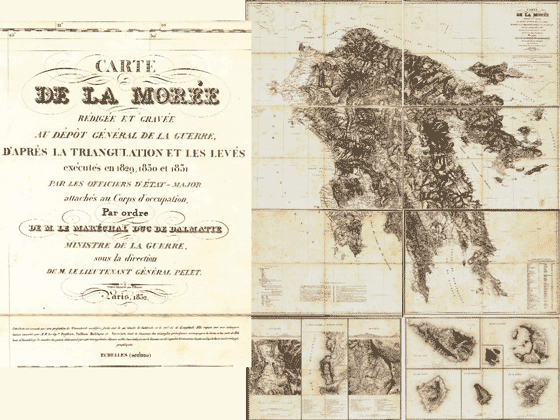
El " Mapa de Morée de 1832 " (por el capitán Pierre Peytier), el primer mapa del territorio griego jamás construido científica y geodésicamente.

Uno de los primeros objetivos fijados por el gobierno francés fue el de cartografiar el Peloponeso, con fines científicos, pero también por razones económicas y militares. El Ministro de Guerra, vicomte de Caux, había escrito al General Maison el 6 de enero de 1829: "Todos los mapas de Grecia son muy imperfectos y han sido elaborados en rutas más o menos infieles, por lo que es esencial rectificarlos. Esta investigación no sólo enriquecerá la geografía, sino que promoverá los intereses comerciales de Francia facilitando sus relaciones, y será especialmente útil para nuestras fuerzas de tierra y mar, lo que podría ser en el caso de actuar en esta parte de Europa. "Los únicos mapas disponibles son los de Jean-Denis Barbié du Bocage (1808, a 1/500.000°) relativamente imperfecto, y el de Pierre Lapie (1826, a 1/400.000°), más exacto en los trazados detallados y que será utilizado por los miembros de la expedición.
El capitán Pierre Peytier, del servicio topográfico del ejército francés, ya había sido invitado a Grecia por su presidente Ioannis Kapodistrias cuando vino a París en octubre de 1827 para pedir al gobierno francés asesores y oficiales del ejército francés para organizar el ejército del Nuevo Estado Griego. Kapodístrias había pedido específicamente a Peytier que dibujara el mapa de Grecia. Cuando la expedición científica de Morée aterrizó en el Peloponeso el 3 de marzo de 1829, Peytier estaba unido a él.

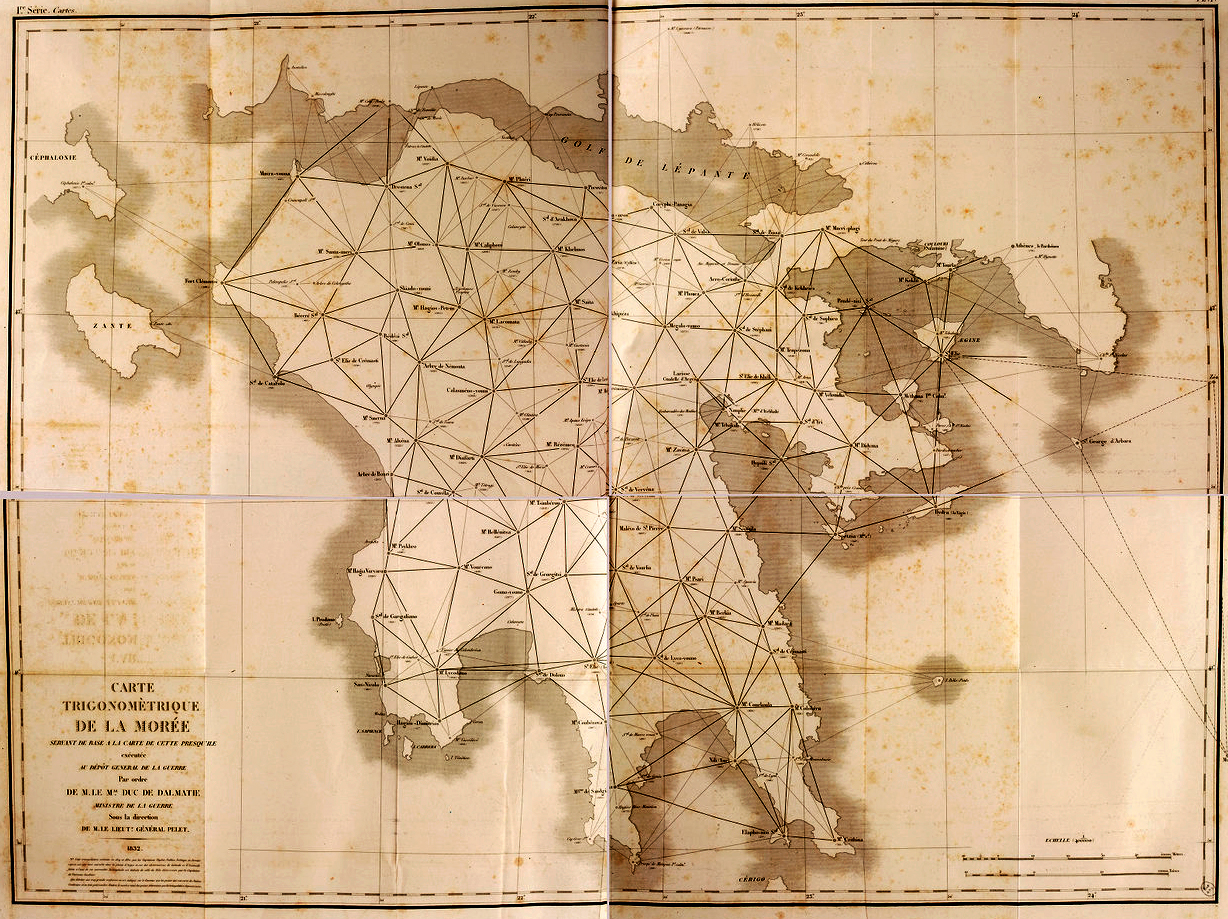
Trigonometría de Morée (por los Sres. Peytier, Puillon Boblaye y Servier)

Ya en marzo, se dibuja una base de 3500 metros en Argólida, desde un rincón de las ruinas de Tirinto hasta un rincón de una casa en ruinas en el pueblo de Aria. Debe servir como punto de partida para todas las operaciones de triangulación para los estudios topográficos y geodésicos en el Peloponeso. Peytier y el geólogo Puillon-Boblaye realizan numerosas comprobaciones de la base y de las reglas utilizadas. El margen de error se reduce así a 1 metro por cada 15 km. Se registraron y verificaron la longitud y la latitud del punto base de Tirinto, para reducir el margen de error a un máximo estimado en 0,2 segundos. 134 estaciones geodésicas están instaladas en las montañas de la península, pero también en Egina,  Hydra o en Nauplie. Así, se dibujan triángulos equiláteros, cada uno de sus lados tiene aproximadamente 20 km de largo. Los ángulos se miden con teodolitos de Gambey. Sin embargo, después de que la misión científica abandonara Grecia, y aunque enfermó cinco veces de fiebre, Peytier permaneció allí solo hasta el 31 de julio de 1831 para completar los trabajos trigonométricos, topográficos y estadísticos emprendidos para el establecimiento del mapa del Morée.
Este "Mapa de 1832", muy preciso, a 1/200.000°, en 6 hojas, más dos hojas que representan algunas islas de las Cícladas, es el primer mapa del territorio griego que se ha construido científica y geodésicamente.

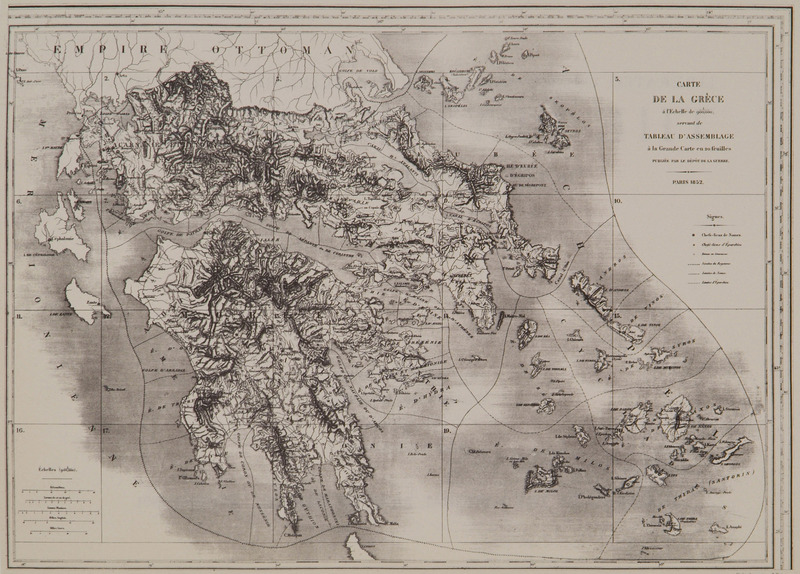
El " Mapa de 1852 del Reino de Grecia" por el Capitán Pierre Peytier

Después del asesinato de Kapodístrias en octubre de 1831, la actividad de Peytier se vio obstaculizada casi por completo por la guerra civil que estaba destrozando el país. El rey Otón I de Grecia , que llegó en enero de 1833, pidió a Francia que la brigada topográfica se encargara de vigilar todo el reino. Peytier regresó así a Grecia el 28 de marzo de 1833 y permaneció allí hasta marzo de 1836 para dirigir la mayor parte del trabajo de preparación de este mapa completo. Los ingenieros topográficos permanecerán hasta 1849 bajo la dirección del capitán Soitoux para un reconocimiento adicional. El “ Mapa de 1852 ”, también a 1 / 200.000 °, fue publicado definitivamente bajo la dirección de Peytier en 1852. 49 , 71. Hasta la publicación después de 1945 del mapa actual de 1 / 50.000 ° del Servicio Geográfico del Ejército Helénico, este mapa de 1852 sigue siendo el único que cubre todo el territorio de Grecia. Respecto a este mapa, el geógrafo especializado en Grecia, Michel Sivignion indica que: 

por primera vez, tenemos una interpretación exacta de la topografía, el trazado de los ríos, la altura de las montañas, pero también de la distribución de los lugares habitados, del número de su población. Más allá de este aspecto técnico, se trata de la creación del territorio político de la Grecia independiente, su representación oficial, la toma de posesión por las autoridades de un territorio, cuyos límites están fijados. 49

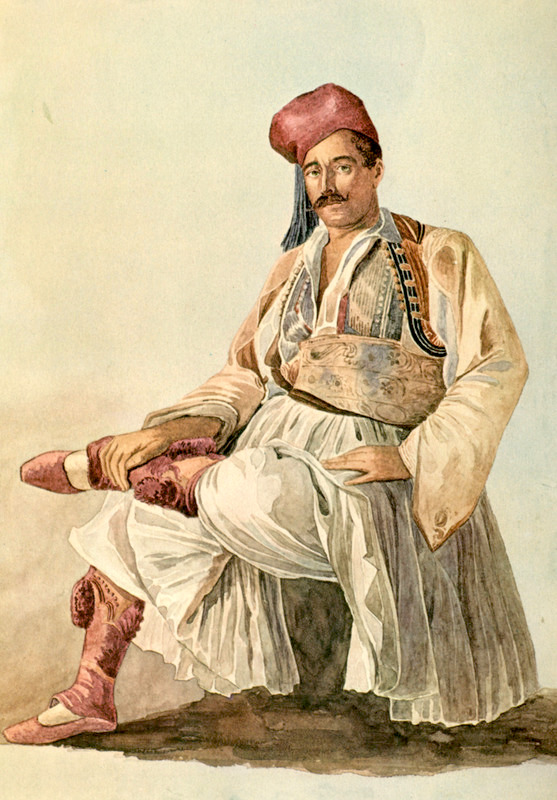
Jefe griego, por Pierre Peytier

Peytier también dejó un álbum que él mismo compuso a partir de sus dibujos a lápiz, sepias y acuarelas que representan vistas de ciudades, monumentos, trajes y habitantes de la entonces Grecia, en un estilo artístico que evita la idealización en favor de la fidelidad científica y la precisión que revela el topógrafo que es.
El gobernador de Grecia, Ioannis Kapodístrias, encargó también en 1829 al geólogo de la expedición Pierre Théodore Virlet d'Aoust que estudiara la posibilidad de cavar un canal en el istmo de Corintio, para evitar que los barcos se desvíen (700 kilómetros) y el peligroso desvío sur del Peloponeso por los cabos Malée y Matapan (Teneré). Virlet d'Aoust le dio una cita de la compañía que, sin tener en cuenta los intereses, ascendía a unos 40 millones de francos de oro en ese momento. Este gasto, demasiado considerable para el gobierno griego, le llevó a abandonar el trabajo. Al no poder llevar a cabo el proyecto, Virlet ofreció al gobierno griego su ruta, que seguía la establecida por los romanos entre Loutraki y Kalamaki, y que está indicada en el Mapa Geológico a 1/200.000° de la expedición científica. Hasta 1893 no fue finalmente abierto el Canal de Corinto.

#### Botánica y zoología

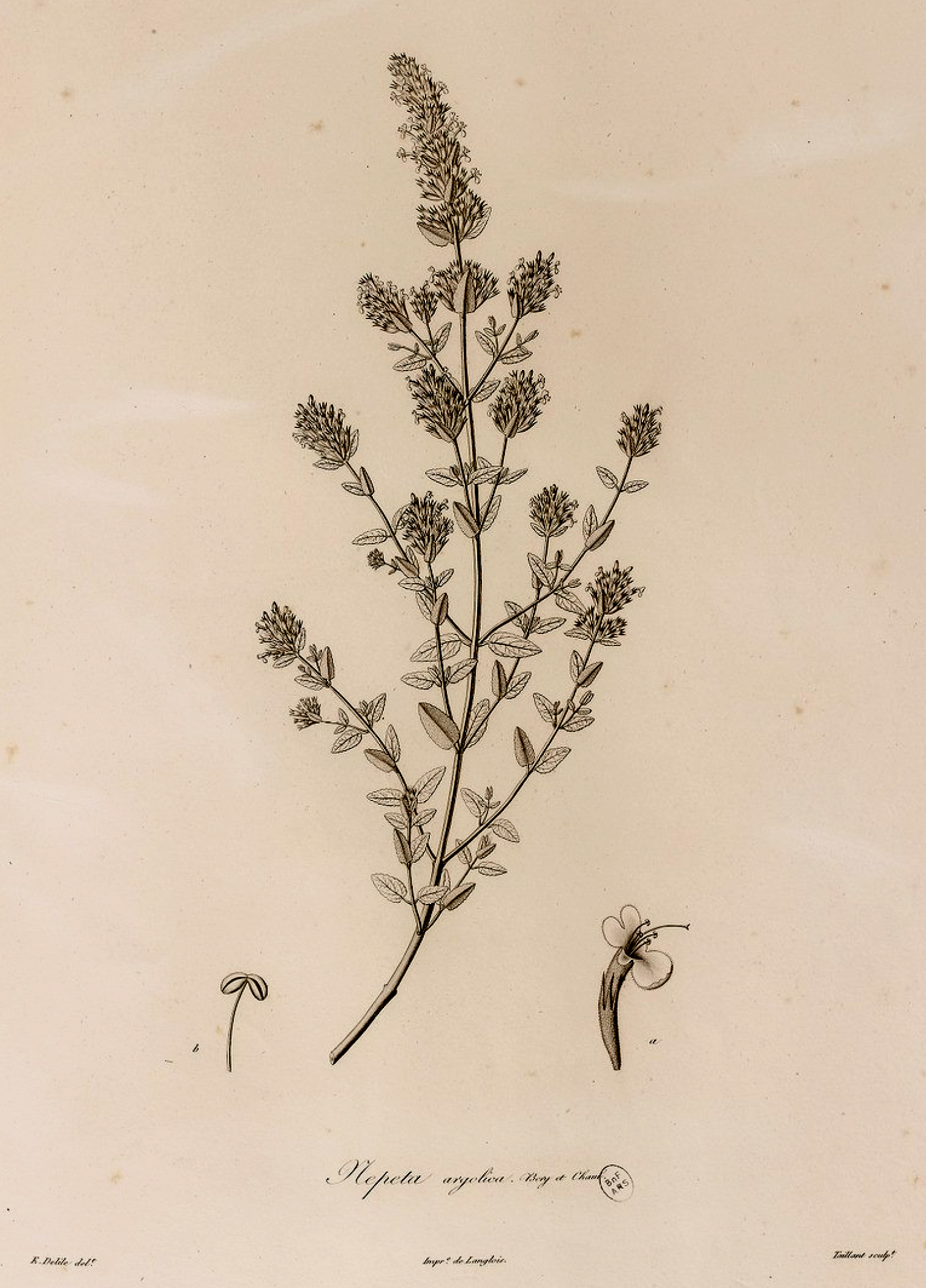
Ejemplo del dibujo del Tomo dedicado a la botánica en la Expedición Morea de Bory de Saint-Vincent (Nepeta argolica Bory & Chaub.)

Jean-Baptiste Bory de Saint-Vincent no solo dirige la expedición científica sino que también está más específicamente a cargo de los estudios botánicos, Recogió un número muy grande de ejemplares: la Flore de Morée de 1832 incluye 1550 plantas, entre ellas 33 orquídeas y 91 hierbas de las que solo 42 especies aún no han sido descritas; la Nouvelle Flore du Péloponnèse et des Cyclades de 1838 describe 1821 especies. En Morée, Bory de Saint-Vincent solo colecciona plantas; las clasifica, identifica y describe cuando regresa a Francia. Luego fue asistido en el Museo de Historia Natural por los más importantes botánicos de su época, Louis Athanase Chaubard, Jean-Baptiste Fauché y Adolphe Brongniart. Asimismo, los famosos naturalistas del Museo, Étienne y su hijo Isidore Geoffroy Saint-Hilaire, participaron en la redacción de los trabajos científicos de la expedición, bajo la supervisión de Georges Cuvier en el Instituto. Las plantas, pero también los pájaros y los peces fueron enviados a Francia cuando fueron cosechados.

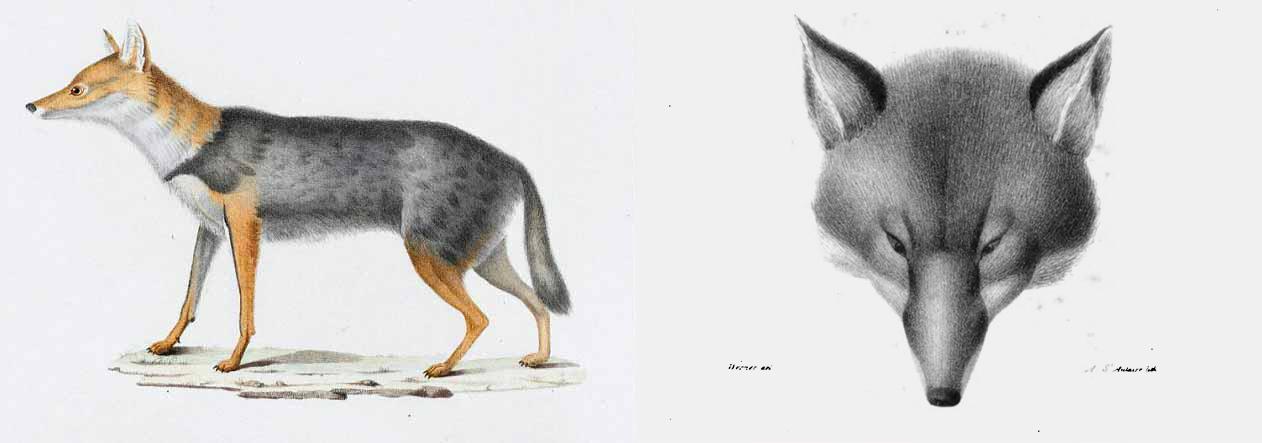
El Chacal de Moreaea (Canis aureus moreoticus), listado por primera vez por la Expedición de Morea (Grabados de Jean-Gabriel Prêtre, publicados por Bory de Saint-Vincent).

En términos zoológicos, se describen relativamente pocas especies nuevas. Sin embargo, la expedición de Morée identifica por primera vez la especie de chacal común (o chacal dorado, Canis aureus) que puebla la región. Aunque se han mencionado relatos anteriores de su presencia, no se consideraron creíbles en su momento. La subespecie descrita por la expedición de Morée es, además, endémica de la región: Bory de Saint-Vincent le dio el nombre de Morée (Canis aureus moreoticus) y llevó pieles y un cráneo al Museo de Historia Natural de París.
Bory estuvo acompañado durante sus exploraciones del Peloponeso por los zoólogos Gabriel Bibron, Sextius Delaunay y Antoine Vincent Pector, por el entomólogo Gaspard Auguste Brullé, y por el  conchiliólogo,  malacólogo y  geólogo Gérard Paul Deshayes, por el  botánico Louis Despréaux Saint-Sauveur, especialista en criptógamas y en particular en líquenes, hongos y algas, y por los geólogos Pierre Théodore Virlet d'Aoust y Émile Puillon Boblaye. El pintor y paisajista Prosper Baccuet, que también les acompañaba, dejó famosas ilustraciones de los paisajes que visitaron en la  Relation de l'Expédition scientifique de Morée (1836) y en el l´Atlas (1835) de Bory.

### Sección de arqueología
Esta sección, supervisada en Academia de Inscripciones y Lenguas Antiguas por Charles-Benoît Hase y Desiré Raoul Rochette, está compuesta por los arqueólogos Léon-Jean-Joseph Dubois (director) y Charles Lenormant (subdirector), el historiador Edgar Quinet y los pintores Eugène-Emmanuel Amaury-Duval y  Pierre Félix Trézel. Los acompañaba el escritor y lingüista griego Michel Schinas
Su misión era localizar ochenta sitios antiguos (en Acaya, Arcadia, Elide y Messinia) con la ayuda de la literatura antigua. Su itinerario era seguir el del antiguo historiador  Pausanias el Periegeto. Los sitios tenían que ser localizados con precisión mediante una triangulación precisa. Luego, con la ayuda de la sección de arquitectura, tuvieron que levantar los planos (generales y por edificio), dibujar y moldear los edificios y decoraciones, y realizar excavaciones para descubrir edificios y antigüedades. Los monasterios bizantinos se habían añadido al itinerario: tenían que intentar comprar manuscritos allí.

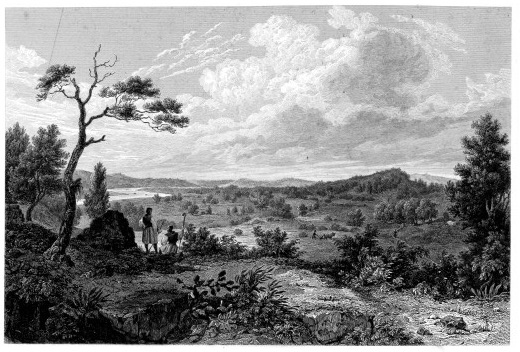
Olympia en 1829, por la Expédition de Morée.

Sin embargo, esta sección no está logrando llevar a cabo el enorme programa que se estableció para ella. Sufre muchas enfermedades y fiebres y sus miembros no se llevan bien. Charles Lenormant, por ejemplo, cuando se enteró de que estaba bajo las órdenes de Dubois, o al menos que iba a acompañarle, no creyó que tuviera que aceptar este puesto con su subordinado en el Louvre (acababa de regresar de la misión arqueológica a Egipto organizada por Jean-François Champollion en 1828). Por lo tanto, hizo el viaje como un aficionado y solo. Edgar Quinet, por su parte, a quien no le importaba mucho tener un líder y colaborar en una obra -ya tenía la intención de publicar una por su cuenta-, significaba para Dubois que no se podía contar con él y que se iba a ir solo por su cuenta. Quinet visitó el Pireo el 21 de abril de 1829, desde donde fue a Atenas. En mayo, entonces viaja a través de las Cícladas desde Syros. Pero también afectado por la enfermedad, regresó a Francia el 5 de junio. Sa De la Grèce moderne, et de ses rapports avec l'antiquité se publicó en septiembre de 1831. El escultor lionés y helenista Jean-Baptiste Vietty (de la sección de arquitectura y escultura), que no pudo soportar su papel "subordinado" en la expedición, también se desvinculó de sus compañeros a su llegada a Grecia y viajó solo por el Peloponeso. Continuó sus investigaciones en Grecia en condiciones materiales extremadamente difíciles hasta agosto de 1831, mucho después de que la misión científica regresara a Francia a finales de 1829. Amaury-Duval dio pintorescos retratos de Quinet y Vietty en sus Souvenirs (1829-1830). 
Así, los miembros de esta sección fueron cada uno en direcciones diferentes, sin que Dubois lograra imponer su autoridad y les impidiera hacerlo, lo que provocó comentarios más bien sarcásticos del comisionado de la Academia que patrocina la sección "competidora" de las ciencias físicas, Georges Cuvier. Sus resultados nunca fueron publicados. El principal trabajo arqueológico fue realizado por la sección de Arquitectura y Escultura, a la que se unieron los miembros restantes de la sección de Arqueología.

### Sección de arquitectura y escultura
Había sido entrenado en la Academia de Bellas Artes por Jean-Nicolas Hyot y Jean-Antoine Letronne, que había nombrado al arquitecto Guillaume-Abel Blouet para dirigirlo. Fue asistida por el arqueólogo Amable Ravoisié y los pintores Frédéric de Gournay y Pierre Achille Poirot. El arqueólogo Léon-Jean-Joseph Dubois y los pintores Pierre Félix Trézel y Amaury-Duval se unieron a ellos después de que la sección de arqueología se dispersara.

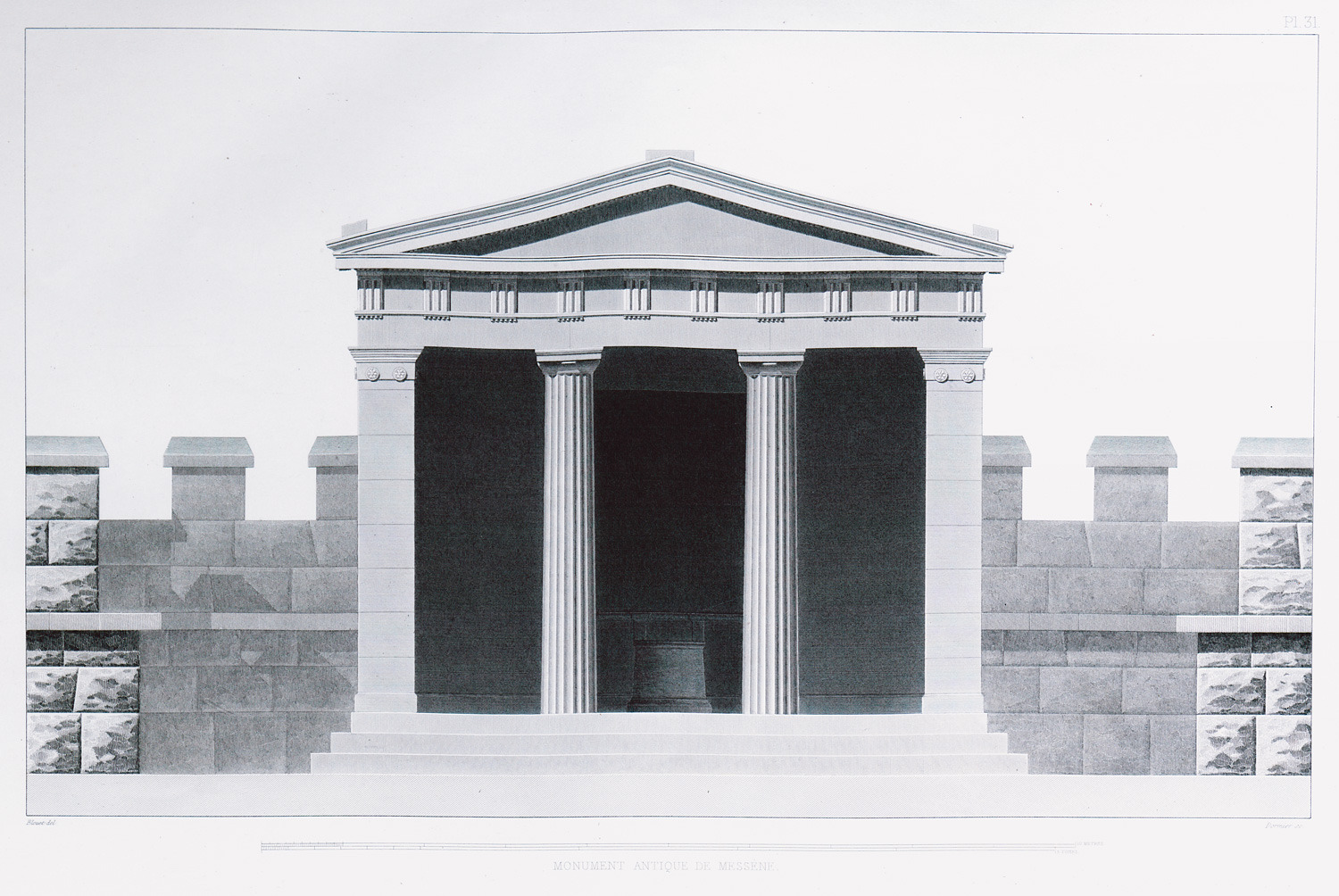
Herôon del estadio de la antigua Messene. (reconstrucción de Guillaume-Abel Blouet).

El arquitecto Jean-Nicolas Huyot había dado instrucciones muy precisas a esta sección. Gracias a su experiencia en Italia, Grecia, Egipto y Oriente Medio, y bajo la influencia de los ingenieros, había pedido que se llevara un verdadero registro de la excavación, en el que se registraran los detalles tomados del reloj y la brújula, se elaborara un mapa de la zona cubierta y se describiera la configuración del terreno.

#### Itinerarios
La publicación de obras arqueológicas y artísticas sigue el mismo plan que la publicación de obras en las ciencias físicas y naturales: el de un itinerario con descripciones de las rutas tomadas, los monumentos notables a lo largo de estas rutas y descripciones de los sitios de destino. Así, el volumen 1 de la Expedición científica de Morea, Arquitectura, Esculturas, Inscripciones y Vistas del Peloponeso, Cícladas y Ática  describe a Navarin (páginas 1-7.84) con seis páginas de láminas (fuentes, iglesias, la fortaleza de Navarin y la ciudad de Nestor.); luego en las páginas 9-10, se detalla el itinerario Navarin-Modon con cuatro páginas de láminas (iglesia en ruinas y sus frescos, pero también paisajes bucólicos que nos recuerdan que no estamos tan lejos de la legendaria Arcadia.) y finalmente tres páginas en Modon. con cuatro páginas de láminas.

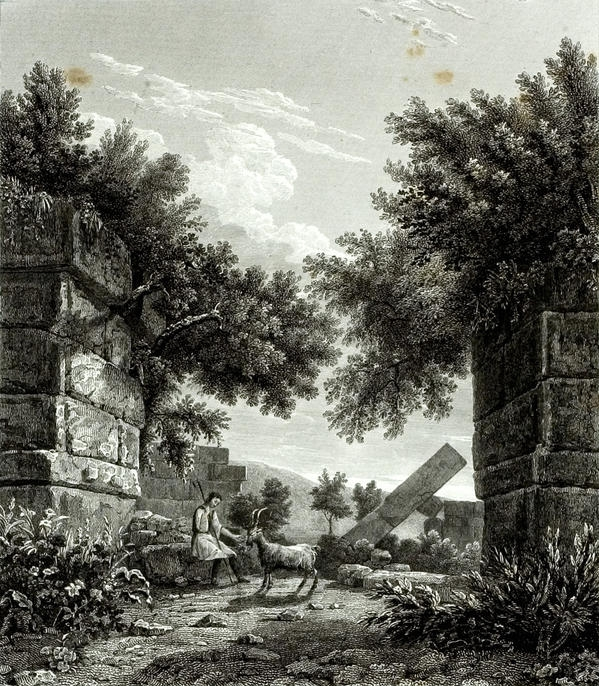
La Porte d'Arcadie del viejo Messène en el estilo "pastor de Arcadie" e influenciado por Hubert Robert

Los paisajes bucólicos se acercan bastante a la "norma" propuesta por Hubert Robert para una representación de Grecia. La presencia de los soldados del cuerpo expedicionario es importante, y se alterna con la de los pastores griegos: cuya generosa hospitalidad y moral sencilla e inocente nos recordó los hermosos tiempos de la vida pastoral a los que la ficción dio el nombre de la Edad de Oro, y que parecía ofrecernos los personajes reales de los ególatras de Teócrito y Virgilio.
La expedición arqueológica viaja por Pilos, Modon,  Coron, Mesenia y Olimpia (publicado en el primer volumen de la publicación); el Templo de Apolo (Figalia), Megalópolis, Esparta, Mantinea,  Argos, Micenas, Tirinto y Nafplio (objetos en el segundo volumen) ; las Cícladas (Syros, Kea, Mykonos, Delos,  Naxos y Milo), el  Cabo Sunión, Aegina, Epidauro, Trezeno, Nemea], Corinto, Sicón, Patras, Elis, Kalamata, el Magne, el Cabo Tenara, Monemvasia, Atenas,  Salamina y Eleusis (tratado en el tercer volumen).

#### Métodos de exploración e identificación del antiguo Pylos
La exploración artística y arqueológica del Peloponeso se lleva a cabo de la misma manera que la investigación arqueológica se practicaba en Grecia en ese momento. La primera etapa es siempre un intento de verificar in situ (una forma de autopsia como la de Heródoto) los textos de los antiguos autores: Homero, Pausanias el Periegeto o Estrabón. Así, en el Cabo Coryphasium cerca de Navarin (Paleokastro, Viejo Navarino o Zonchio), la ubicación de la ciudad del rey homérico Néstor, el famoso Pilos, se determina por primera vez, a partir de los adjetivos "inaccesible" y "arenoso" (ἠμαθόεις) utilizados en la Ilíada y la Odisea (el palacio de Néstor, situado más al interior, no fue descubierto por el arqueólogo americano Carl Blegen hasta 1939). Blouet añade: 

Estas construcciones helénicas, que ningún viajero moderno había mencionado aún, y que yo había notado en una carrera anterior, fueron para nosotros un descubrimiento importante y una razón muy plausible para convencernos de que estábamos viendo la Pylos de Messinia. "De manera similar, un poco más adelante, para la ciudad de Modón, la Pedasía de Homero: "los antiguos restos del puerto, cuya descripción encaja perfectamente con la de Pausanias, son suficientes para determinar con certeza la ubicación de la antigua ciudad. ». »

#### Las primeras excavaciones arqueológicas del antiguo Mesene
Después de explorar Navarin, Modon y Coron, los miembros de la sección se dirigieron a la antigua ciudad de Mesene (fundada en el 369 a. C. por el general tebano Epaminondas después de su victoria sobre Esparta en la batalla de Leukte), situada en las laderas de los montes Itome y Evan. Pasaron un mes entero allí desde el 10 de abril de 1829, cuando fueron muy bien recibidos por los habitantes del pueblo de Mavrommati. Fueron los primeros arqueólogos en realizar excavaciones científicas en este sitio de la Grecia clásica.

Encontraron el famoso muro fortificado y  almenado de Epaminondas en perfecto estado de conservación. La muralla está rodeada de puertas monumentales, una de las cuales, con un dintel o arquitrabe extraordinariamente grande de casi 6 metros de largo, es descrita por Blouet como quizás la más bella de toda Grecia. Este recinto les permitió inicialmente delimitar el sitio y "dar un plano general de Messène con los detalles topográficos más meticulosos y precisos". Luego procedieron con la campaña de excavación del sitio arqueológico mismo. Allí desenterraron por primera vez numerosos fragmentos volcados de gradas de estadios, tambores y capiteles de columnas, pórticos, altares, bajorrelieves, esculturas e inscripciones (anotadas por Charles Lenormant, todavía presentes en esa época). Estas excavaciones, realizadas en trincheras, les permitieron elaborar planos precisos de los cimientos de los monumentos y proponer así modelos restaurados del estadio de Messène y de su garza, así como del pequeño teatro o ekklesiasterion. Sin embargo, no encuentran muchos monumentos, incluyendo el gran teatro o la fuente de Arsinoë. Solo se describe y dibuja la fuente de la Clepsydra, donde según Pausanias, Zeus de niño fue lavado por las ninfas Ithômé y Néda, situada en lo alto del pueblo de Mavrommati.

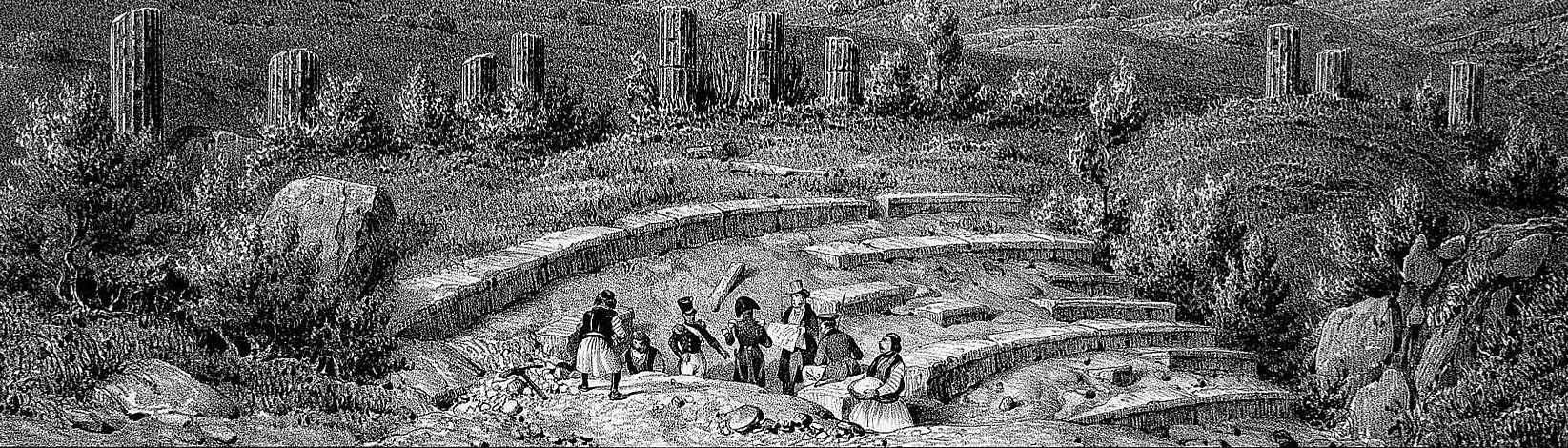
Miembros de la comisión científica de la Expedición Morea que estudian las ruinas del estadio en la antigua Messene (por Prosper Baccuet).

#### Primeras excavaciones arqueológicas en Olimpia y el descubrimiento del templo de Zeus Olímpico
La expedición pasó seis semanas del 10 de mayo de 1829 en Olimpia1. Léon-Jean-Joseph Dubois, de la sección de Arqueología, y Abel Blouet, de la sección de Arquitectura y Escultura, realizaron allí las primeras excavaciones. Los acompañaban los pintores Frédéric de Gournay, Pierre Achille Poirot, Pierre Félix Trézel y Amaury-Duval, así como una tropa de más de cien trabajadores.
El sitio de Olimpia había sido redescubierto por el anticuario inglés Richard Chandler en 1766. Desde entonces, había sido visitada por muchos viajeros de antigüedades como Fauvel en 1787, Pouqueville en 1799, Leake en 1805, Gell en 1806 y Cokerell en 1811. Su localización general por los arqueólogos de la expedición de Morée es posible gracias a las descripciones más precisas de Edward Dodwell en 1806 (para Dubois) y al mapa dibujado por John Spencer Stanhope en 1813 (para Blouet). La mayoría de los edificios son, en efecto, invisibles a la vista, porque, como señala Abel Blouet, deben estar cubiertos por una gruesa capa de sedimentos debido a los numerosos desbordamientos del río Alfeo y del Cladée

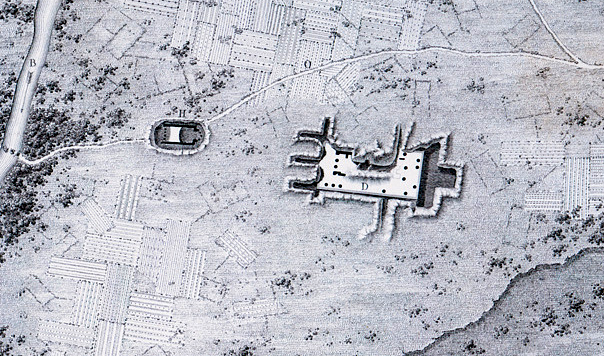
Plano de las primeras excavaciones arqueológicas en Olimpia y del templo de Zeus olímpico descubierto por la expedición de Morea en mayo de 1829 (por Abel Blouet y Pierre Achille Poirot).

Solo se ve un fragmento de una gran columna dórica. Ya había sido avistado por viajeros anteriores, pues habitantes de pueblos vecinos habían cavado allí trincheras para quitar la piedra, pero nadie lo había atribuido con certeza al templo de Zeus. Abel Blouet especifica :

Por tanto, no tendría ningún mérito descubrir un monumento allí. Pero lo que podría ser un descubrimiento fue encontrar allí evidencia de que este monumento era el famoso templo de Júpiter olímpico. ; y esto es lo que nuestras excavaciones nos han permitido demostrar. Cuando llegamos a Olimpia, M. Dubois, director de la sección de arqueología de nuestra expedición, ya llevaba varios días allí con MM. Trézel y Amaury Duval, sus colaboradores. Según las instrucciones que le había dado la comisión del Instituto, este anticuario había iniciado unas excavaciones, cuyo resultado había sido el descubrimiento de los primeros cimientos de las dos columnas del pronaos y algunos pequeños fragmentos de escultura.

Los consejos arqueológicos de Jean-Nicolas Huyot por lo tanto son monitorizados. Dubois coloca a sus trabajadores en la parte frontal del templo y Blouet a los suyos en la parte posterior para dar a estas excavaciones toda la extensión posible. El pintor Amaury-Duval ofrece también en sus Souvenirs (1829-1830) un testimonio personal, directo y preciso de las circunstancias que conducen a la identificación precisa del templo de Zeus olímpico, así determinado por primera vez.

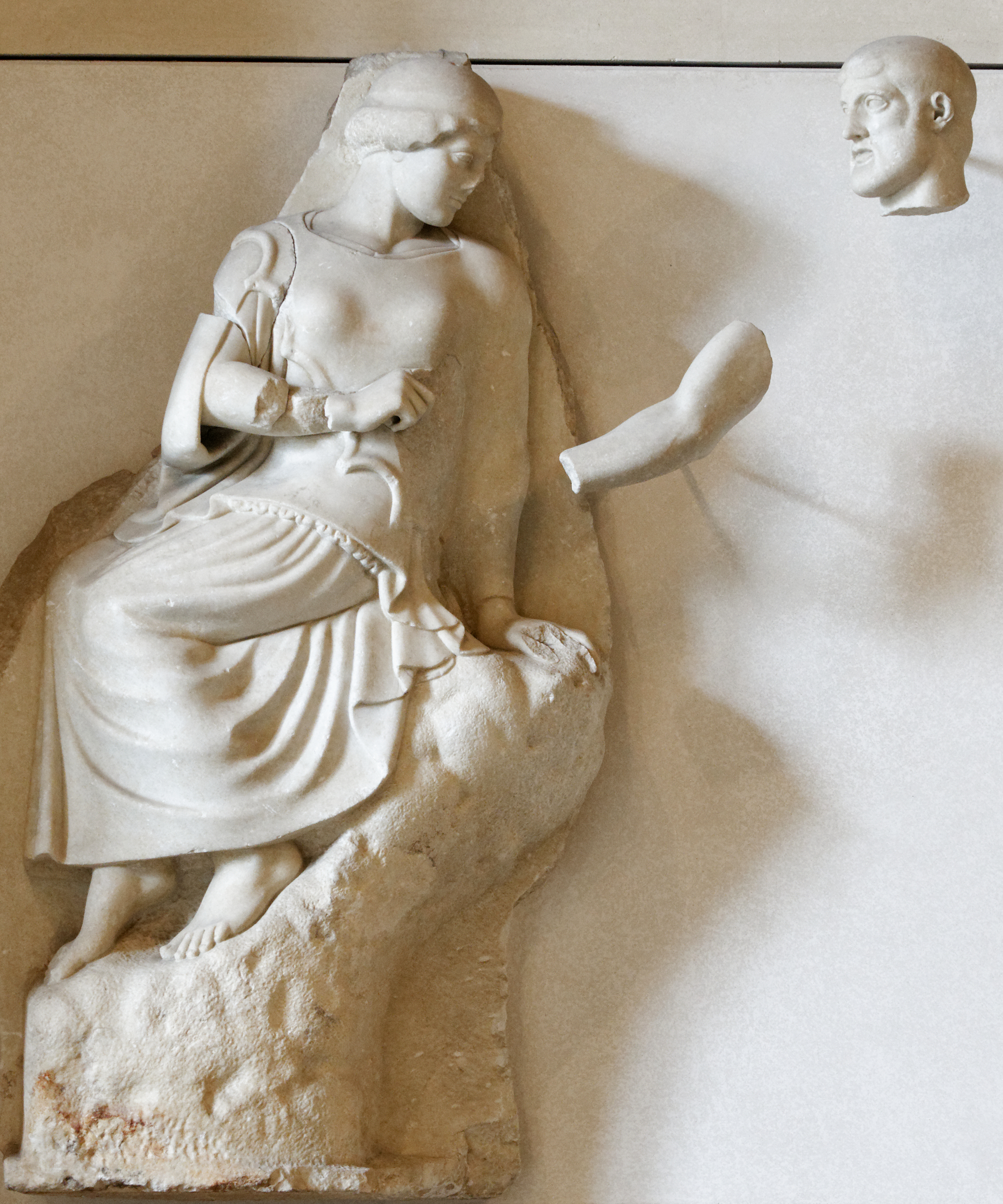
Una de las metopas de Olimpia traída al Louvre con la autorización del gobierno griego por la expedición de Morea.

Una vez más, las descripciones precisas de las esculturas, los elementos estructurales del templo y las metopas que representan las Doce Obras de Heracles de Pausanias que visitaron el lugar en el siglo II d. C. son cruciales para validar la identidad del Templo de Zeus. Estas esculturas, que son testigos de los inicios del arte clásico y del estilo severo, impresionan a los arqueólogos en el lugar o en la Academia de París con su nuevo tipo de naturalismo.

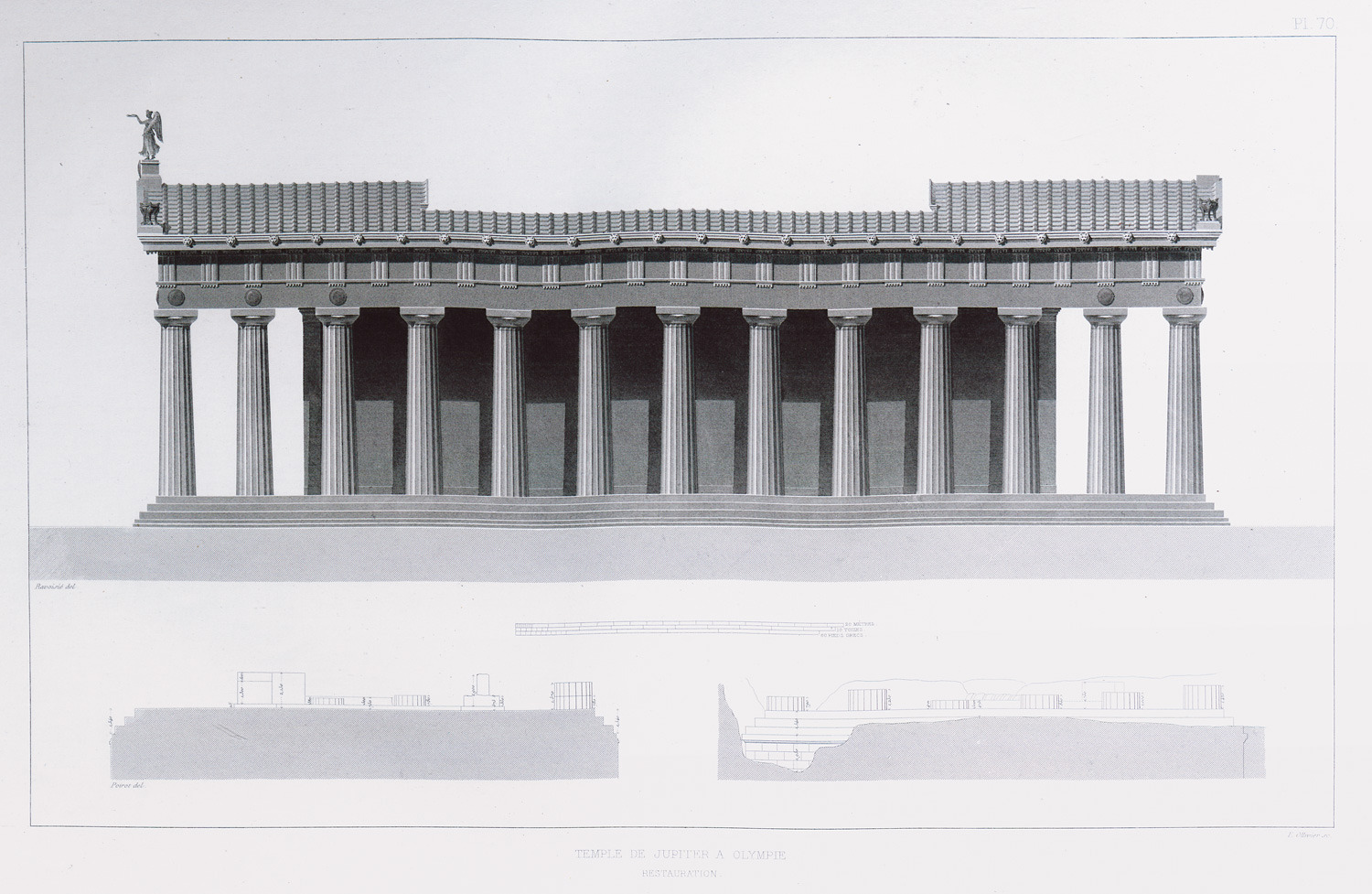
Modelo de restauración del templo de Zeus Olímpico (por Abel Blouet)

Como en el caso de las excavaciones de Messène, el sitio está topográficamente cuadriculado, se excavaron zanjas, se cavaron fosas de prueba en línea y se propusieron modelos de restauración: se estaba racionalizando la arqueología. La simple búsqueda del tesoro se está abandonando. La principal contribución de la expedición científica de Morée reside en su total desinterés por el saqueo, la búsqueda de tesoros y el contrabando de antigüedades. Blouet se negó a permitir excavaciones que pudieran dañar los monumentos y prohibió la mutilación de estatuas para llevarse un fragmento de material irrelevante separado del resto, como había hecho Elgin en el Partenón veinticinco años antes. Por esta razón, las tres metopas del Templo de Zeus descubiertas en Olimpia fueron transferidas al Museo del Louvre en su totalidad con el permiso del gobierno griego de Ioánnis Kapodístrias. Sin embargo, muchas obras preciosas se volvieron a enterrar para protegerlas, según el testimonio directo de Amaury-Duval. Este deseo de proteger la integridad del monumento es un verdadero progreso epistemológico.

#### Grecia bizantina

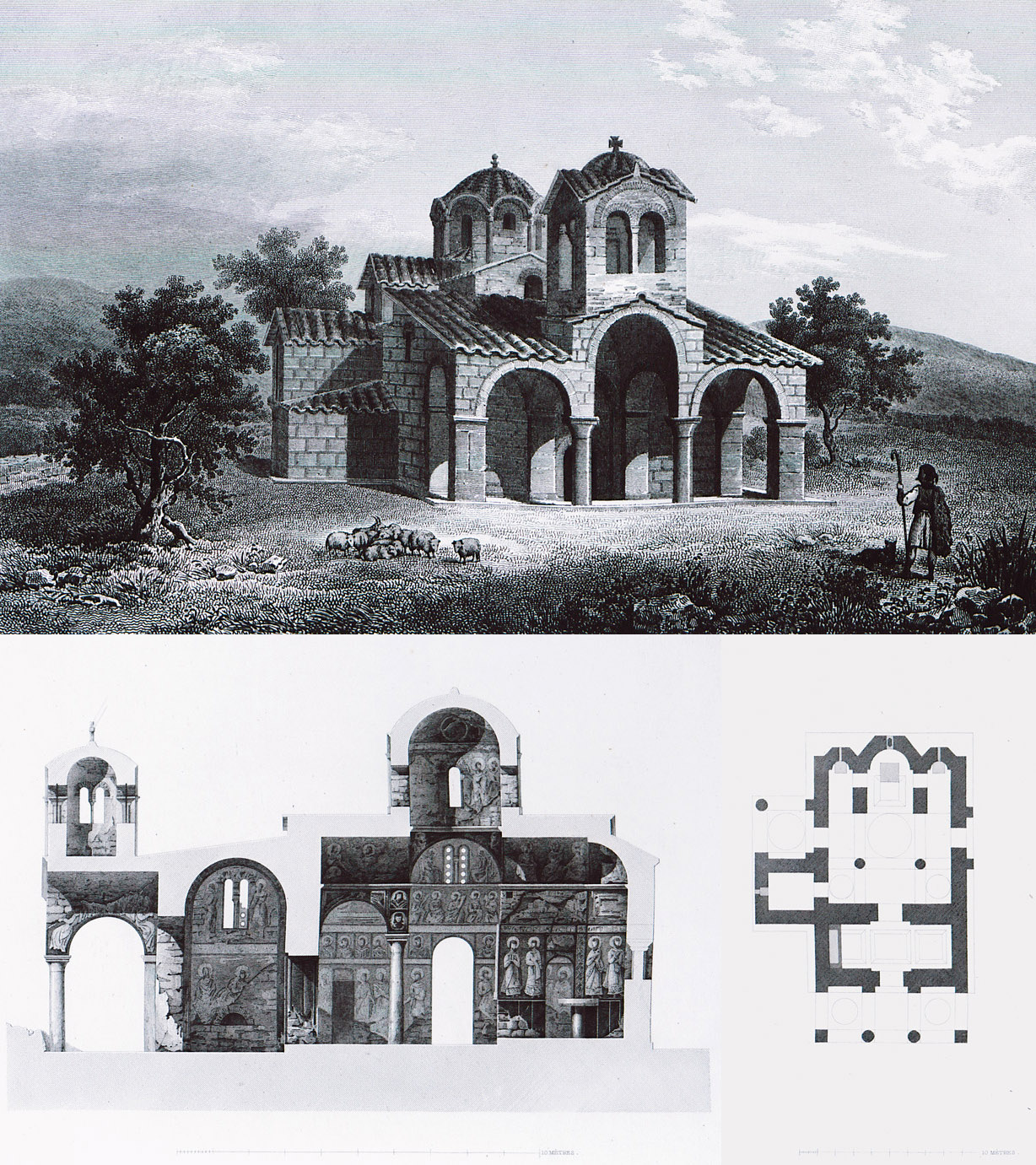
Vista, sección y planta de la iglesia de Samari (por Abel Blouet)

El interés francés no se limita sólo a la antigüedad. También describieron, inspeccionaron y dibujaron meticulosamente monumentos bizantinos. Muy a menudo, hasta entonces entre los viajeros, sólo se contaba la Grecia Antigua, la Grecia medieval y la moderna era ignorada. Blouet, en su expedición científica a Morea; Arquitectura, Esculturas, Inscripciones y Vistas del Peloponeso, Cícladas y ÁticaExpedition scientifique de Morée ; Architecture, Sculptures, Inscriptions et Vues du Péloponèse, des Cyclades et de l'Attique da información muy precisa sobre las iglesias que encontró, especialmente las de Navarino en la Iglesia de la Transfiguración del Salvador, dentro de la nueva fortaleza de Neokastro, en Osphino (pueblo destruido), en Modon, en la Iglesia de San Basilio, en Androussa, en la Iglesia de San Jorge, Samari, en la Iglesia de Zoodochou Pigis o el Monasterio de Vourkano o Voulkano, en el Monasterio de Nuestra Señora, entre otros. Por ejemplo, las placas 19 y 20 del volumen 1 se describen de la siguiente manera: 

Vista, plano y sección de la iglesia de Samari. Esta iglesia, la más completa y mejor conservada de todas las que hemos visto en Grecia, es notable por la complicación de su ático que le da un carácter muy pintoresco. Como todos los monumentos de este tipo, su construcción consiste en escombros y ladrillos unidos por un mortero de tierra y cal. El interior, que está totalmente cubierto con pinturas al fresco que representan temas de la Sagrada Escritura, consta de dos columnas de mármol veteado, que sostienen un lado de la cúpula central; dos columnas y dos pilares de piedra ennegrecidos por el tiempo sostienen el pórtico de entrada de la fachada principal; y otra columna, también de piedra, sostiene la esquina del pórtico lateral. Cerca de esta iglesia hay fragmentos de columnas que parecen haber pertenecido a un antiguo monumento.

#### Creación de l'École française d'Athènes
Los resultados obtenidos por la expedición científica de Morée hacen necesaria la creación de una estructura estable y permanente que permita ampliar el trabajo de la misión. A partir de 1846, fue posible "continuar de manera sistemática y permanente la obra iniciada tan gloriosa y afortunadamente por la expedición científica de Morée" » grâce à la création, rue Didot au pied du Lycabette, de l'École française d'Athènes. gracias a la creación, en la calle Didot, al pie de Lycabette, de l'École française d'Athènes.

#### Fin de la misión científica
Los miembros de la expedición científica pagaron un alto precio por las fiebres durante su estancia en Morea. Muchos se vieron obligados a acortar su estancia en la península y a ser repatriados a Francia antes del comienzo de 1830.
La brigada topográfica se vio muy afectada: "de los dieciocho oficiales que habían sido empleados sucesivamente en trabajos topográficos en Morée, tres habían muerto allí y diez, cuya salud se arruinó para siempre, se vieron obligados a retirarse. El capitán Peytier escribió en 1834: "Es la geodesia la que está arruinando mi salud y no quiero hacer más en las montañas, a cualquier precio. Así que se redujeron a trabajar sólo durante la estación fría y a parar en el verano, la estación en la que dibujaron sus mapas. Jean-Baptiste Bory de Saint-Vincent recuerda: el horrible calor que nos asaltó en julio, [y que] puso a toda la brigada topográfica en desorden. Estos caballeros, habiendo trabajado al sol, casi todos se enfermaron y tuvimos el dolor de ver al Sr. Dechièvre morir en Nápoles hace una semana.  Émile Puillon Boblaye indica que: De doce oficiales empleados en el servicio geodésico, dos murieron y todos estaban enfermos. Además, perdimos dos zapadores y un sirviente. »
En cuanto a la sección de ciencias físicas, cuando sus miembros exploraron la boca de las eurotas en julio de 1829, fueron picadas por una especie de mosquito, "primos", que Gaspard Auguste Brullé describió por primera vez como el Culex kounoupi Br., sin haberles proporcionado mosquiteros en sus tiendas. Pierre Théodore Virlet d'Aoust, Sextius Delaunay, Prosper Baccuet, Gaspard Auguste Brullé, tres arrieros, dos zapadores, un intérprete y Villars el aparcacoches, fueron presa de violentas fiebres, que a veces se agravan hasta el delirio, y precipitan la salida de la sección hacia Malvoisie, suspendiendo así su trabajo. Bory de Saint-Vincent, uno de los únicos miembros de la sección que se salvó de la enfermedad, tomó un barco e inmediatamente se dirigió a Nápoles por mar, a pesar de las tormentas, para buscar ayuda. El médico bávaro Philhellene M. Zuccarini fue enviado a Malvasía y salvó a todos sus pacientes, excepto al zapador y al valet Villars que murió. El presidente Ioánnis Kapodístrias puso entonces a su disposición un barco de vapor para repatriarlos a Nafplio, y de allí a Francia65 . Bory de Saint-Vincent, Pierre Félix Trézel, Virlet d'Aoust y Peytier exploraron luego las Cícladas y el Ática. En la sección de arqueología, Léon-Jean-Joseph Dubois, Edgar Quinet y Amaury-Duval, que fueron repatriados prematuramente a Francia.
Sólo Jean-Baptiste Vietty y Pierre Peytier continuaron sus investigaciones en el país después de 1830: hasta agosto de 1831 para el primero y marzo de 1836 para el segundo.

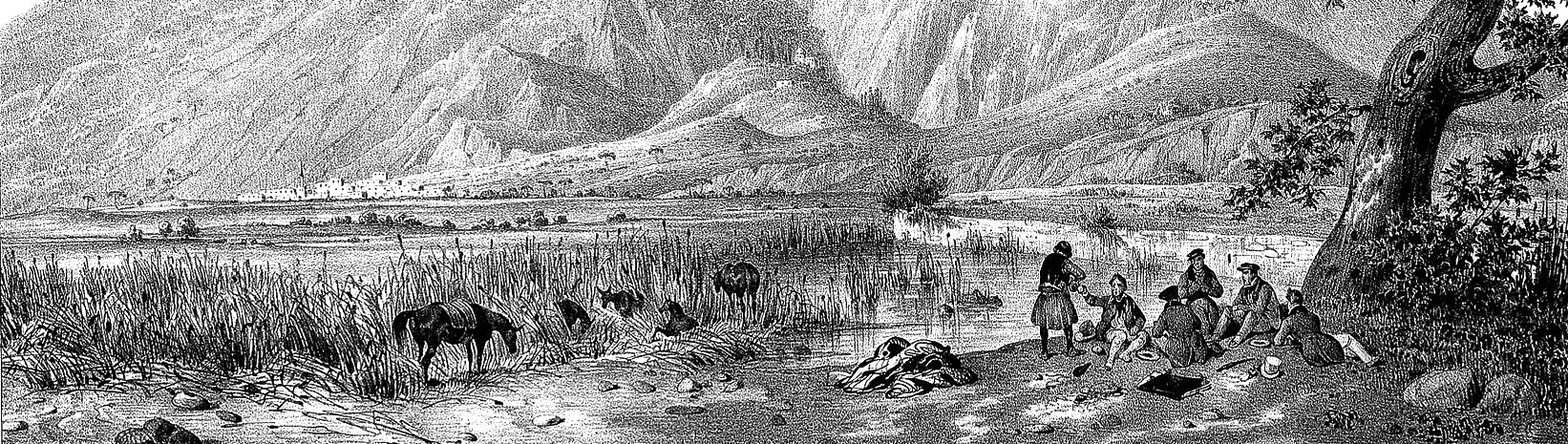
Los miembros de la comisión científica de la Expedición Morea descansando a orillas del Pamissos, frente a las montañas Ithômé y Évan, cerca de la antigua Messene (por Prosper Baccuet).

## Miembros de la expedición de Morea
Entre los miembros de la expedición presentes en Morea, diez serían posteriormente ministros (de Guerra, de Marina o de Asuntos Exteriores en Francia, o de Educación en Grecia para Michel Schinas) y uno de ellos ellos Primer Ministro (Eugène Cavaignac).

## Publicaciones de la Expedición Morée
A su regreso a Francia, los soldados y científicos de la expedición de Morée contaron sus experiencias personales o presentaron sus resultados científicos en numerosos libros publicados a lo largo del siglo XIX.

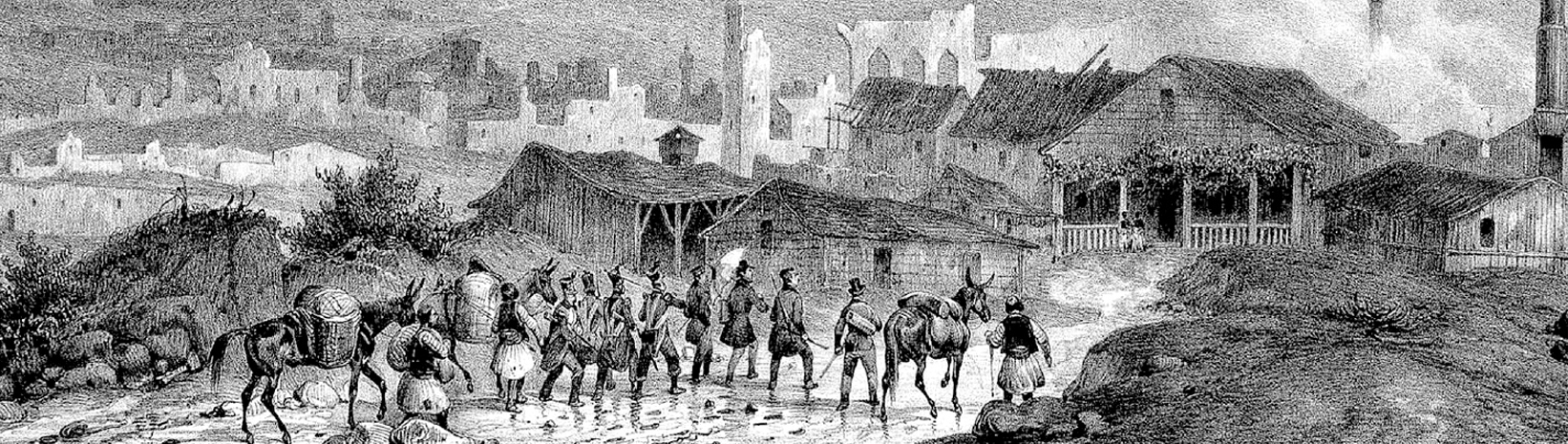
Miembros de la comisión científica de la Expedición Morea acompañados de soldados franceses que ingresan en la ciudad de Tripolizza devastada durante la Guerra de Independencia griega (por Prosper Baccuet)

### Expedición militar
- Charles-Joseph Bastide, Considérations sur les maladies qui ont régné en Morée, pendant la campagne de 1828 (Internet Archive). Thèse présentée publiquement et soutenue à la Faculté de médecine de Montpellier, le 19 mars 1830, par Charles-Joseph Bastide, Chirurgien-Major du 16e Régiment d'infanterie de ligne, pour obtenir le grade de Docteur en Médecine, imprimeur Jean Martel Aîné, Montpellier, 1830.
- J.F. Bessan, Souvenirs de l'expédition de Morée en 1828, suivis d'un mémoire historique sur Athènes, avec le plan de cette ville (Google books), Impr. Henri Gomont, Valognes, 1835.
- Denis Bousquet, Mon voyage en Grèce ou relation de notre campagne sur la fin de l'année 1828, impr. de Marius Olive, Marseille, 1829.
- Eugène Cavaignac, Lettres d'Eugène Cavaignac, Expédition de Morée (1828-1829) (Gallica - BnF), Revue des deux Mondes, 141, 1er mai 1897.
- Lucien Davesiès de Pontès, Études sur l'Orient, par Lucien Davesiès de Pontès, précédées d'une notice biographique par le bibliophile Jacob (Gallica - BnF), et Notes sur la Grèce : Journal d'un lieutenant de Frégate de 1828-33, œuvres posthumes, Michel Lévy Frères, Paris, 1864.
- Alexandre Duheaume, Souvenirs de la Morée, pour servir à l'histoire de l'expédition française en 1828-1829. (Gallica - BnF), Anselin, Paris, 1833.
- Jacques Louis Lacour, Excursions en Grèce pendant l'occupation de la Morée par l'armée française en 1832-33 (Google books), Arthur Bertrand, Paris, 1834.
- Nicolas-Joseph Maison (Lieutenant-général): dépêches adressées au ministre de la Guerre Louis-Victor de Caux, vicomte de Blacquetot, octobre 1828, in Jacques Mangeart, Chapitre Supplémentaire des Souvenirs de la Morée: recueillis pendant le séjour des Français dans le Péloponèse, Igonette, Paris, 1830.
- Jacques Mangeart, Souvenirs de la Morée: recueillis pendant le séjour des Français dans le Péloponèse (Google books), Igonette, Paris, 1830.

- Gaspard Roux, Histoire médicale de l'armée française en Morée, pendant la campagne de 1828 (Google books), Méquignon l'aîné père, Paris, 1829.
- Soult de Dalmatie, La Grèce après la campagne de Morée, Revue Des Deux Mondes (1829-1971), 1/2, première série, 7-87, 1831.
- Journal franco-grec, Le Courrier d'Orient, Patras, 1829.

### Expedición científica

#### Sección de ciencias físicas
Los científicos de la Sección de Ciencias Naturales publicaron sus resultados en seis libros, agrupados en tres volúmenes (encuadernados en cinco partes) y un atlas (sexta parte) titulado « L'expédition scientifique de Morée. Section des sciences physiques », Ministère de l'éducation nationale, France. Commission scientifique de Morée, F.G. Levrault, Paris, 1832-1836.
- Tome I: Relation (1836) par M. Bory de Saint-Vincent.
- Tome II: Première Partie: Géographie et géologie (1834) par M. Bory de Saint-Vincent.
- Tome II: Deuxième Partie: Géologie et minéralogie (1833) par MM. Puillon de Boblaye et Théodore Virlet.
- Tome III: Première Partie: Zoologie (1832): Première section (Vertébrés, Mollusques et Polypiers) par MM. Geoffroy Saint-Hilaire père et fils, Bibron, Deshayes et Bory de Saint-Vincent. Deuxième section (Animaux articulés) par M. Brullé et Guérin.
- Tome III: Deuxième Partie: Botanique (1832) par MM. Fauché, Inspecteur général du service de santé pour les graminées; Adolphe Brongniart pour les orchidées; Chaubard et Bory de Saint-Vincent pour le reste de la Phanérogamie; cе dernier collaborateur s'est réservé la cryptogamie.
- Atlas Atlas (1835): Relation (Cartes & Vues de Paysages), Géologie (Coupes & Roches), Zoologie (Vertébrés & Invertébrés), Botanique.

Otras obras completan esta opus:
- Nouvelle Flore du Péloponnèse et des Cyclades par M. Bory de Saint-Vincent, édition revue et augmentée de Flore de Morée. de 1832, F.G. Levrault, Paris, 1838
- Recherches géographiques sur les ruines de Morée par M. Émile Puillon Boblaye, F.G. Levrault, Paris, 1836.
- Notice sur les opérations géodésiques exécutées en Morée, en 1829 et 1830, par MM. Peytier, Puillon-Boblaye et Servier ; suivie d’un catalogue des positions géographiques des principaux points déterminés par ces opérations, par MM. Pierre Peytier, Émile Puillon Boblaye et Aristide-Camille Servier, dans Bulletin de la Société de géographie, tome 19 n°117-122 (Jan-Juin 1833)
- The Peytier Album, Liberated Greece and the Morea Scientific Expedition, in the Stephen Vagliano Collection, Album de Pierre Peytier, Publié par la Banque Nationale de Grèce, Athènes, 1971.
- Percement de l'isthme de Corinthe par M. Pierre Théodore Virlet d'Aoust, p. 408-421, Bulletin de la Société de géographie, tome 2, 1881.

#### Sección de arqueología
- De la Grèce moderne, et de ses rapports avec l'antiquité par M. Edgar Quinet, F.G. Levrault, Paris, 1830.
- Souvenirs (1829-1830) par M. Eugène Emmanuel Amaury Duval, Librairie Plon, E. Plon, Nourrit et Cie, imprimeurs-éditeurs, Paris, 1885.
- Journal de voyage de M. Trézel (inédit), par M. Pierre Félix Trézel, Bibliothèque Nationale de France - BnF, n. acq. fr. 1849, fol. 19r, 21 juillet 1829.
- Jean-Baptiste Vietty et l'Expédition de Morée (1829). À propos de deux manuscrits retrouvés par Stéphane Gioanni, Journal des Savants, De Boccard, 2008, 2 (1), pp.383 - 429. doi 10.3406/jds.2008.5891
- Mémoire sur l'état présent de la Morée, par M. Michel Schinas, Archives de l'Académie des Sciences de l'Institut de France, Dossier: Commission de Morée (1830). Annoté et commenté par A. Panayiotopoulou-Gavatha. Παναγιωτοπούλου–Γαβαθά, Α. (2016). Ένα υπόμνημα του Μ. Σχινά για την κατάσταση της Πελοποννήσου στα 1830. Σχολιασμένη έκδοση. The Gleaner, 11, 333-362. doi 10.12681/er.9408

#### Sección de arquitectura y escultura
- Tome I: Expedition scientifique de Morée ordonnée par le Gouvernement Français ; Architecture, Sculptures, Inscriptions et Vues du Péloponèse, des Cyclades et de l'Attique (1831) par MM. Abel Blouet, Amable Ravoisié, Achille Poirot, Félix Trézel et Frédéric de Gournay, Firmin Didot, Paris.
- Tome II: Expedition scientifique de Morée ordonnée par le Gouvernement Français ; Architecture, Sculptures, Inscriptions et Vues du Péloponèse, des Cyclades et de l'Attique (1833) par MM. Abel Blouet, Amable Ravoisié, Achille Poirot, Félix Trézel et Frédéric de Gournay, Firmin Didot, Paris.
- Tome III: Expedition scientifique de Morée ordonnée par le Gouvernement Français ; Architecture, Sculptures, Inscriptions et Vues du Péloponèse, des Cyclades et de l'Attique (1838) par MM. Abel Blouet, Amable Ravoisié, Achille Poirot, Félix Trézel et Frédéric de Gournay, Firmin Didot, Paris.